# Punaise de lit
Pour les articles homonymes, voir punaise.
Taxons concernés
- Cimex hemipterus
- Cimex lectularius
- Cimex pilosellus (en)
- Cimex pipistrella
- Leptocimex boueti
- Haematosiphon inodorus (en)modifier

Les punaises de lit, appelées aussi punaises des lits, sont des espèces d'insectes hétéroptères de la famille des Cimicidae, présentes dans diverses régions du monde.
Exclusivement hématophages, les adultes, mâles et femelles, piquent et sucent (durant dix à vingt minutes) le sang de leur hôte, mais peuvent survivre sans manger jusqu’à un an et demi, voire deux ans dans de bonnes conditions. Elles sont sources de fortes démangeaisons et de dermatites. Leur taille varie entre cinq et huit millimètres. Ces insectes sont exclusivement nocturnes ; néanmoins, lorsque leur population augmente, ils peuvent se déplacer également le jour.
Depuis les années 2000, il existe une résurgence mondiale des punaises de lit sur tous les continents. Ce phénomène est principalement lié à une résistance aux insecticides et à la mondialisation (voyages internationaux et échanges commerciaux).

## Histoire
Selon une hypothèse classique, les ancêtres des punaises de lit auraient eu comme premiers hôtes des chauves-souris, il y a environ 60 millions d'années. Un exemple actuel serait Primicimex cavernis (en), une espèce de punaises de grande taille (10 à 13 mm) considérée comme l'une des plus primitives.
Ces punaises primitives seraient passées sur l'homme, lors d'installations à l'entrée de grottes ou d'abris sous roches. Avec les débuts du néolithique et de la sédentarisation, les punaises de lits seraient devenues commensales de l'homme en s'installant dans les premières habitations permanentes.

### Phylogénétique
En 2019, une étude de phylogénétique moléculaire montre que les punaises de lit (plus généralement les Cimicidae) étaient déjà présentes bien avant l'apparition des premières chauves-souris et qu'elles côtoyaient les dinosaures. Bien que l'identité de l'hôte ancestral exact reste inconnue, un groupe d'hôtes possible pourrait être les enantiornithes, il y a environ 140 à 100 millions d'années.

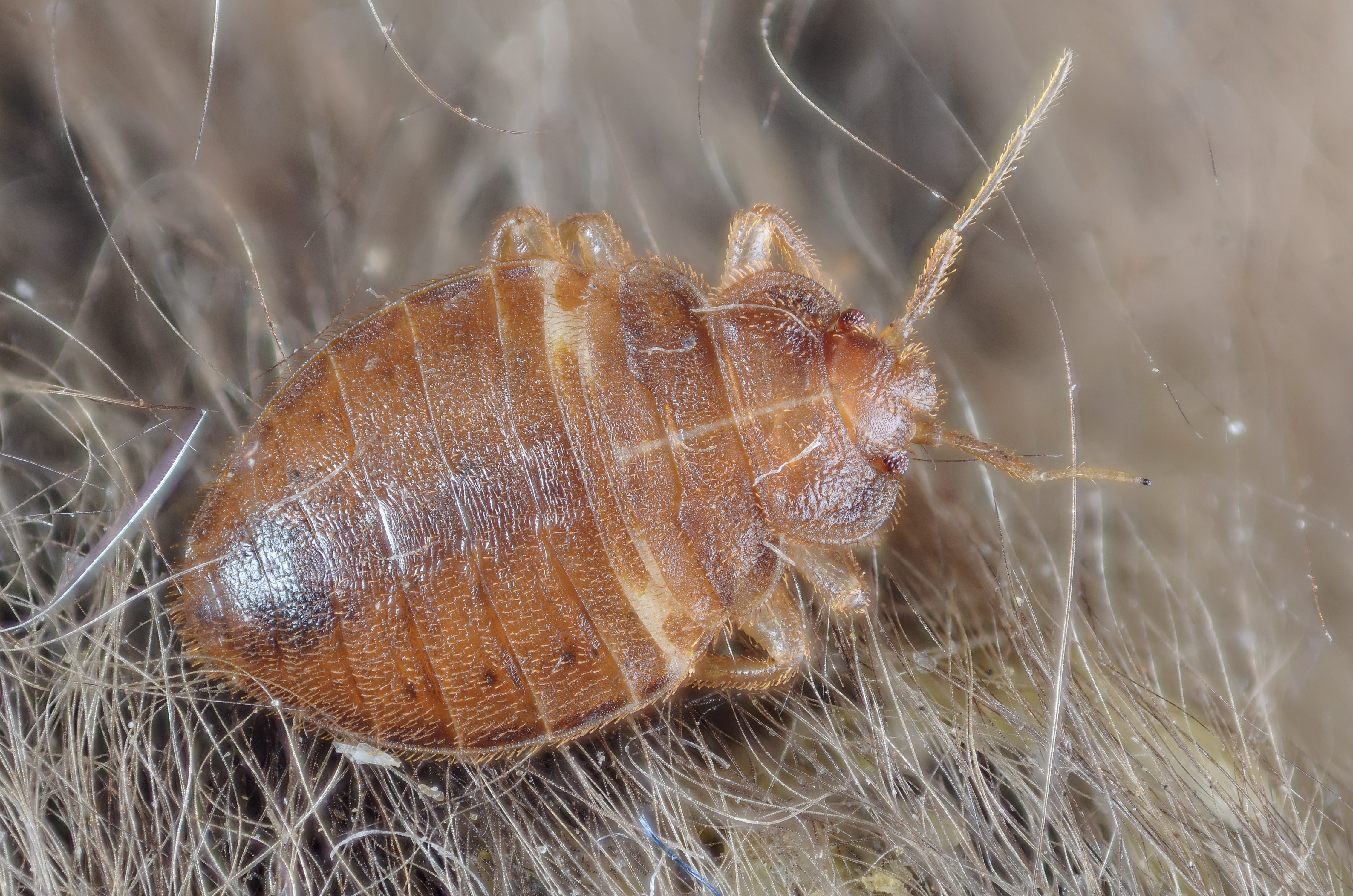
Punaise immature Cimex lecturalius (3 mm de long) sur la fourrure d'une chauve-souris.

Les punaises auraient survécu à l'extinction du Crétacé et poursuivi leur évolution en parasitant les premiers oiseaux et les premiers mammifères placentaires dont les chauves-souris. L'idée que les punaises de lits spécifiques des hommes auraient co-évolué avec le genre Homo n'est pas confirmée par la phylogénétique : la divergence des espèces parasites de l'être humain remonte au moins à 5 ou 10 millions d'années, avant l'apparition du genre Homo.
Il semble que l'évolution des punaises soit un phénomène d'oscillation entre deux processus : celui de spécialisation (s'adapter à un hôte particulier) et celui de généralisation (trouver des hôtes différents de l'hôte habituel), ce phénomène variant selon l'espèce et les conditions écologiques, mais ces données restent spéculatives.

### Antiquité
Les punaises passent très peu de temps sur leur hôte (le temps de piquer), et il y a peu de chances d'en trouver sur des restes humains. Cependant, l'archéoentomologie peut les retrouver dans des sédiments récoltés sur les sites archéologiques. En 2017, des fossiles de punaises ont été trouvés sur le site des grottes de Paisley, datées de 11 000 à 5 100 av. J.-C..

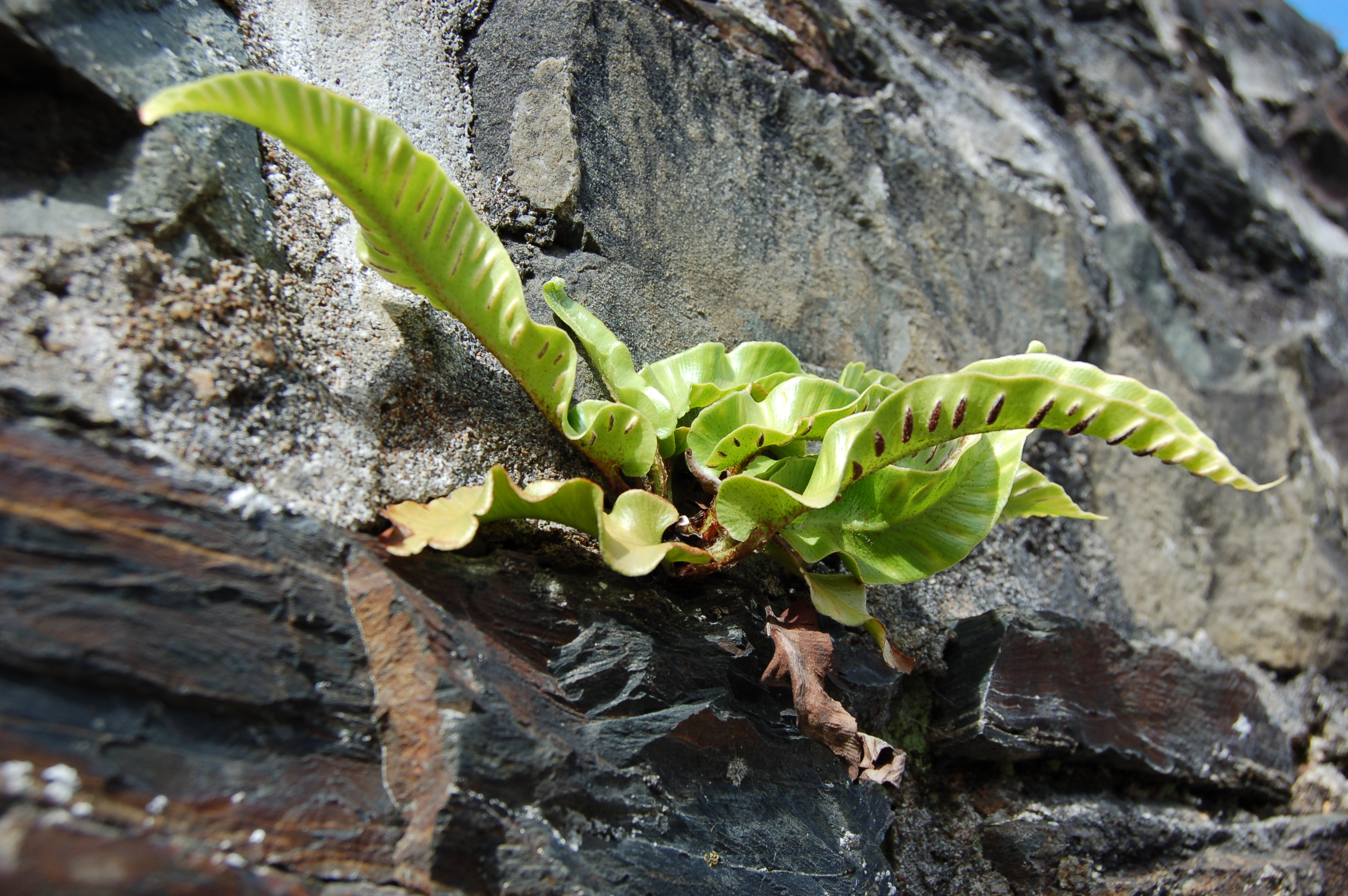
Fougère scolopendre poussant sur une paroi rocheuse. Selon Pline, elle tue les punaises en fumigation.

La présence de punaises (C. lecturalius) est attestée en Égypte, sur le site du « village des ouvriers » d'Amarna (vers  -1360). La punaise est mentionnée dans un papyrus du IIIe siècle av. J.-C..
La punaise est commune dans tout le monde antique, au moins dans les textes, car les traces archéologique sont rares. Chez les Grecs, elle est appelée κόρις (koris), de la raçine *ker- qui signifie « couper ». Aristote, dans son Histoire des animaux (V, 31), la place parmi les insectes (ἔντομον (entomon), « animaux à entailles » ou « sécables ») et considère qu'elles « viennent de la sécrétion humide des animaux qui se condense à l'extérieur du corps ». Chez les Romains, elle est dite cimex.
La punaise est mentionnée par de nombreux auteurs, comme les gréco-romains Dioscoride et Pline l'Ancien qui insistent sur son caractère nocturne et malodorant pour la distinguer des autres bestioles nuisibles, alors que dans les textes grecs classiques, on se plaint de sa morsure mais pas de son odeur.
Les méthodes les plus fréquentes contre les punaises sont l'aspersion et la fumigation de l'habitat. L'aspersion peut se faire par macération de concombre sauvage (Ecbalium elaterium), la fumigation en brûlant des feuilles de scolopendre ou des sangsues.
La punaise a aussi des vertus médicinales en jouant un rôle de contre-poison et d'anti-venin. Selon Pline l'Ancien, écrasée avec du sel et du lait de femme, elle guérit les maux d'oreilles, et selon Dioscoride broyée et placée dans la verge, elle débloque les urines lors de rétention aigüe.
Malgré cette utilisation médicinale, la punaise est mise au ban de la société. Comme l'ensemble des bestioles nuisibles ou « vermine », elle est indice de souillure et d'impureté. Surtout mentionnée chez les autres, elle appartient aux pauvres, aux exclus, aux barbares, elle peut être punition divine chez les tyrans et les impies.

### Moyen Âge

#### Orient
Dans l'Empire byzantin, les punaises font l'objet d'un chapitre dans les Géoponiques, une encyclopédie rédigée au Xe siècle. La lutte contre les punaises s'inscrit dans une hygiène de la maison. Les moyens sont inspirés de ceux de l'antiquité gréco-romaine : il faut frotter le lit et asperger les murs avec de la scille broyée dans du vinaigre, des feuilles de lierre dans de l'huile, etc. Les pieds de lit sont enduits de colle de poisson ou de bile de taureau. La fumigation repose aussi sur la scolopendre et la sangsue (la sangsue et la punaise sont considérées comme antipathiques, se neutralisant l'une l'autre).
Ces moyens « naturels » se combinent avec des procédés magiques : il faut attacher des pattes de lièvre aux pieds du lit, utiliser des amulettes, prononcer des formules magiques qui éloignent les punaises. Cette magie pourrait se référer aux Actes de Jean, un texte apocryphe chrétien du IIe siècle, où l'apôtre Jean et ses compagnons font halte dans une auberge infestée de punaises, qu'il chasse par sa seule parole de commandement.

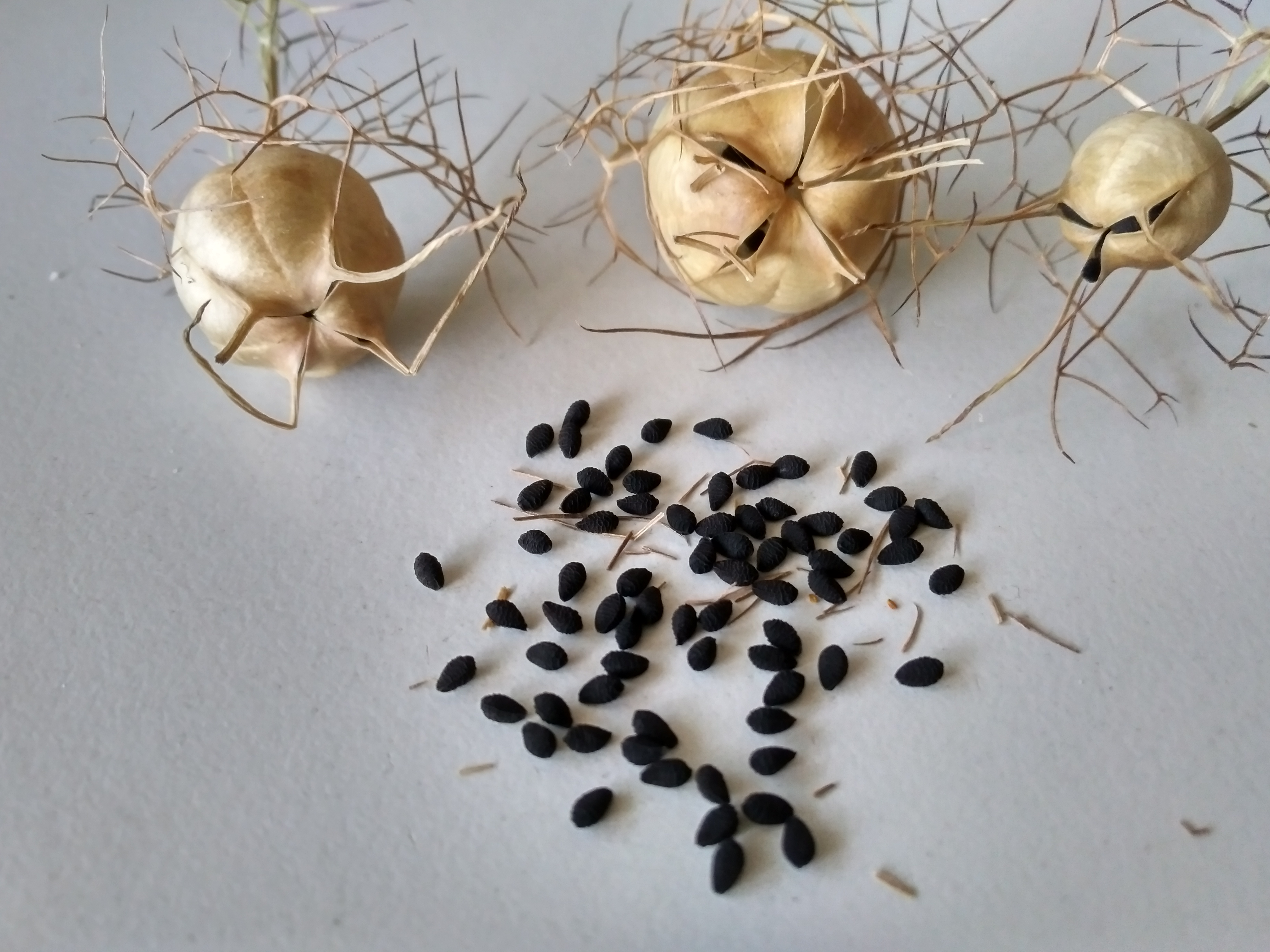
Fruits et graines de nigella damascena. Selon Avicenne, la fumigation de nigelle chasse les punaises de l'intérieur des maisons.

En pays d'Islam, la punaise est al-fusayfisa ou baqq ou al-baq en arabe, et sas en persan. Selon de nombreux textes médicaux, la punaise, comme les autres bestioles nuisibles, est favorisée par un climat chaud et humide et repoussée par une consommation alimentaire d'ail. La lutte contre les punaises à l'intérieur des maisons se fait surtout par fumigations. Avicenne propose de les faire avec « de la sciure de bois de pin, ou avec du vitriol ou avec de la nigelle, le meilleur étant un mélange des trois ». La literie est enfumée et bassinée par un mélange à base de myrte, de soufre et de bdellium.
Avicenne, comme Ibn Al Jazzar, insistent sur l'importance des bains, du hammam et de ses eaux, accompagnés de frictions à effets répulsifs. Parmi les composants les plus souvent mentionnés, on trouve les aiguilles de pin, les fleurs de cyprès, les graines de genévrier, etc. ainsi que la décoction de lupin.

#### Occident
En Occident latin, Isidore de Séville dans son Etymologiae, encyclopédie rédigée au VIIe siècle, fait de la punaise, ou cimex, un animalcule provenant de l'humidité, à partir de la cime des frênes. Il donne comme étymologie la plante homonyme cimex, malodorante comme les punaises (correspondant à l'appellation moderne cimicifuga ou Actaea).

Les naturalistes du XIIIe siècle restent dépendants des auteurs précédents, gréco-latins (Aristote, Pline) et arabes. Les punaises sont considérées comme des bestioles nuisibles minuta animalibus ou vermes (vermine) qui sont classées selon leur habitat ou leur origine. Pour Albert le Grand, la punaise est Cimex vermis ou selon le vulgaire « pou du mur » pediculus parietis. Il ébauche une première idée de parasitisme : 
Le ver punaise est répandu dans les fissures des parois près des lits des hommes, elle prend des forces en piquant les hommes. (De Animalibus, XXVI.) 

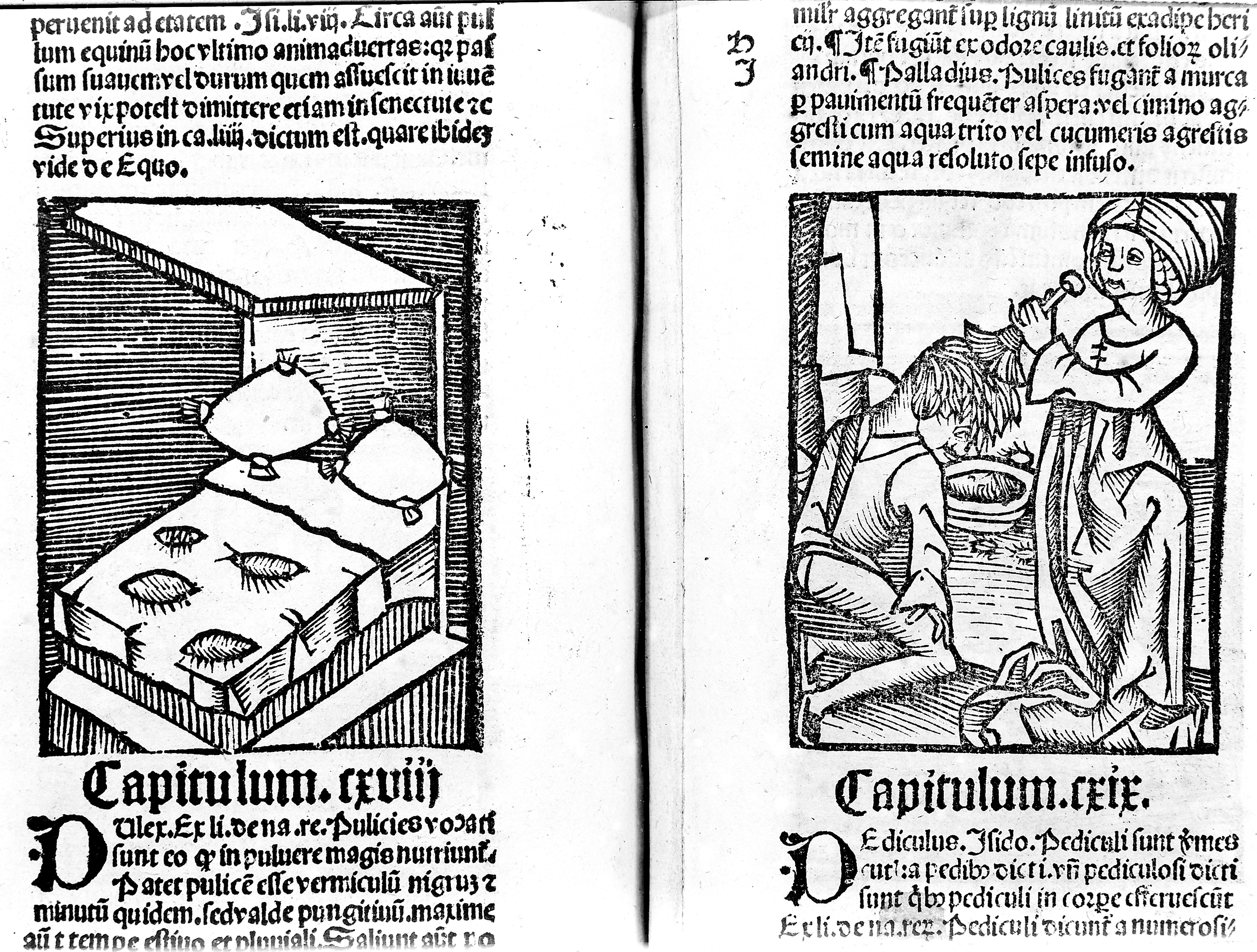
Punaises de lit et épouillage de tête, édition 1485 du Hortus sanitatis.

Vincent de Beauvais explique leur place dans la Création où chaque créature a son utilité, il s'appuie sur saint Jérôme pour réaffirmer que les moustiques, punaises et poux ont été créés pour montrer à l'homme sa fragilité. Les recettes contre les punaises, reprises des Anciens, sont les plus documentées chez Vincent de Beauvais, qui préconise pour les repousser le marc d'olive, le fiel de bœuf, les feuilles de lierre macérées dans l'huile, la cendre de sangsues ou la décoction d'absinthe.
Le premier ouvrage à traiter de façon approfondie le contrôle des puces et punaises dans la chambre à coucher est le Ménagier de Paris, publié en 1392. On y trouve la première recherche des points noirs de défécation des punaises.
Les plus anciennes illustrations imprimées de punaises de lit, plutôt grossières et de grandeur démesurée, se trouvent dans les premières éditions incunables du Hortus sanitatis. Dans les éditions plus tardives, les punaises sont réduites à des dimensions plus réalistes.

Au XVe siècle, le médecin italien Sante Ardoini (es) résume dans son Liber venenis le savoir de son temps :
La punaise est un ver connu pour être large et nauséabond en particulier quand il est tué, elle naît dans les parois de lit et principalement dans leurs petites fissures et anfractuosités […]. Les marques des atteintes causées par sa morsure sont un prurit et une rougeur. […] on se préserve des punaises en prenant garde de ne pas se trouver là où se trouve un tel animal pénible et en faisant en sorte que les parois de lit soient toujours bien propres et lisses, sans fissures ni anfractuosités, et en utilisant de quoi empêcher la génération des punaises ou de quoi les mettre en fuite ou à mort.

### Période classique
En 1603, Ulisse Aldrovandi précise : « Elles [les punaises de lit] infestent aussi bien la chambre des riches que celle des pauvres, mais elles sont plus pénibles pour les pauvres qui ne peuvent changer leur lit aussi souvent que les riches. »

En France, les dictionnaires des XVIe et XVIIe siècles caractérisent la punaise comme un insecte plat qui ne vole pas, qui sent mauvais et qui naît à partir des bois de lit (noyer, sapin). 

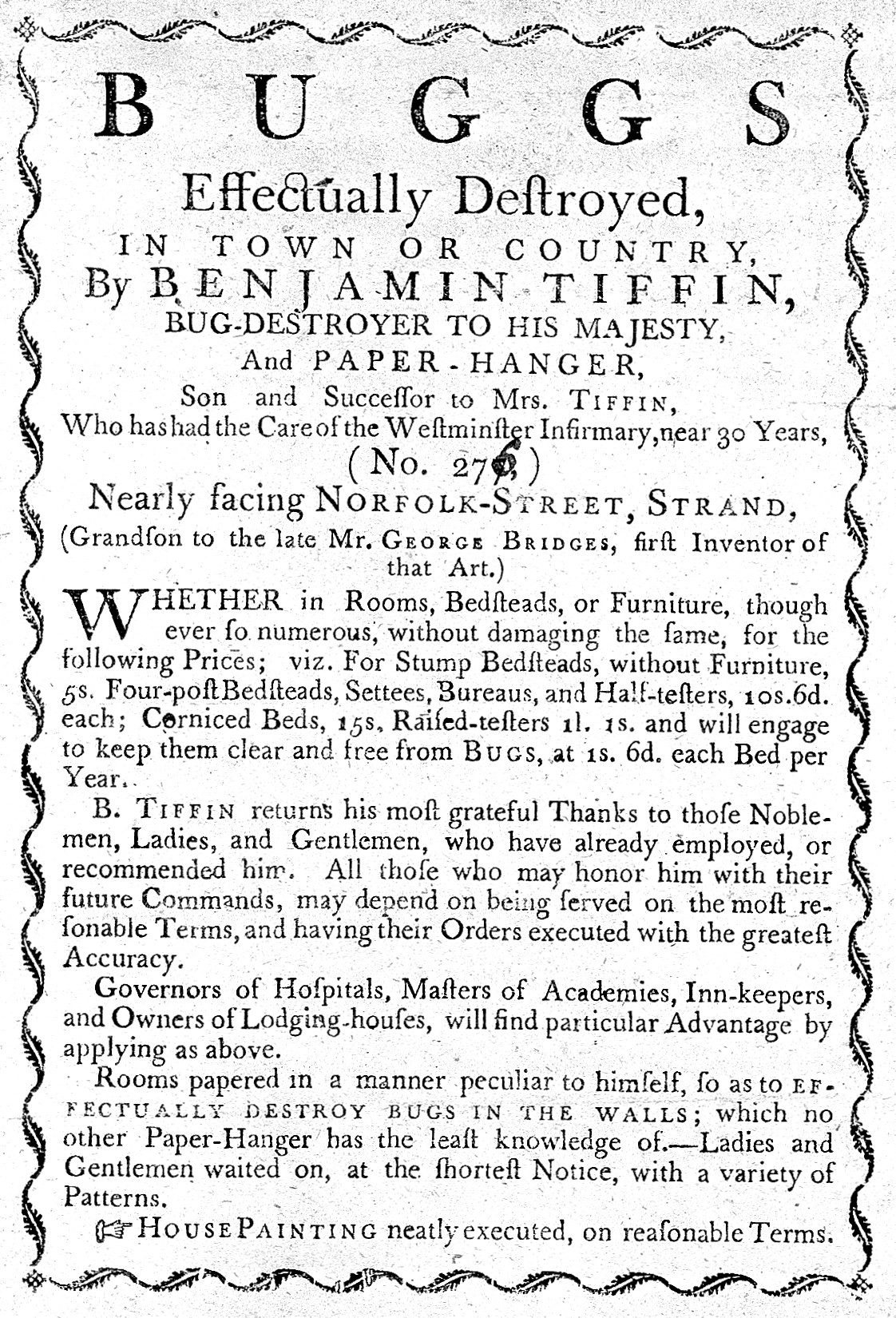
Carte de commerce pour la destructions de punaises (1730).

Les punaises sont signalées en Angleterre à partir de 1583, et deviennent très répandues aux XVIIe et XVIIIe siècles, à tel point que la destruction des punaises devient un service commercial. L'un des plus célèbres est celui de Tiffin and Son de Londres qui propose ses services aux nobles dès 1690. Il s'agit de Mme Tiffin et de son fils Benjamin Tiffin qui prend la succession. Mme Tiffin est considérée comme la fondatrice de la première entreprise de désinsectisation au monde. En tant que femme, elle avait accès à la chambre de la reine d'Angleterre Marie II. L'entreprise s'est perpétuée jusqu'au début du XXe siècle.
La première monographie sur les punaises est publiée en 1730 sous le titre A Treatise of Buggs ; elle est rédigée par John Southall, lui aussi entrepreneur de destruction de punaises. Ce traité tient tout à la fois de l'œuvre entomologique et de la publicité commerciale. Il donne le dessin relativement précis de la punaise de lit, et il distingue deux espèces d'origine « européenne » et « américaine » (distinction par le texte, mais pas dans le dessin).
Southall insiste sur la prévention : lorsqu'on engage de nouveaux domestiques, il faut examiner soigneusement leurs bagages et effets personnels. Southall connaît la notoriété avec un produit secret obtenu lors d'un voyage en Jamaïque, la Nonpareil Liquor, un produit probablement dérivé de la plante Quassia amara, dont il vendait le flacon au prix d'un souper fin.
En 1750, dans un ouvrage posthume Thomas Tryon (en) (1634-1703) met en cause les matelas de plumes et conseille plutôt les sacs de toile emplis de paille. Vers la fin du XVIIIe siècle, la tendance est aux lits en fer et à une literie en coton, plus faciles à nettoyer ou à laver. Les punaises ont influencé l'évolution historique du design des lits.
De cette époque jusqu'au XXIe siècle, de très nombreuses formulations anti-punaises, plus ou moins secrètes, ont été commercialisées. La plus extrême a été publiée en 1777 dans un ouvrage anonyme The Compleat Vermin-Killer : il faut boucher les fissures du lit avec de la poudre noire et y mettre le feu. On y trouve aussi la première mention de pièges à punaises, le plus souvent en osier à placer près du lit, qui sont ensuite plongés dans l'eau bouillante avec les punaises capturées.
Les connaissances scientifiques n'évoluent guère : c'est Thomas Muffet dans son Theatrum insectorum (1634) qui donne à la punaise le nom scientifique Cimex domesticus, et c'est Carl von Linné en 1746 qui lui donne le nom définitif de Cimex lectularius (littéralement punaise des lits). En 1803 Johan Christian Fabricius décrit une punaise tropicale d'Amérique du Sud qu'il appelle Acanthia hemiptera, renommée en Cimex hemipterus en 1873 par Carl Stål.
La science et la médecine prémodernes sont de peu de recours devant le problème des punaises. Pour y faire face, une nouvelle profession d'experts est apparue en Angleterre : les exterminateurs ou destructeurs de punaises. Ceux-ci sont en compétition interne pour distinguer les opérateurs compétents des charlatans. Ils exercent surtout pour la haute société, en cherchant appuis et cautions auprès des autorités publiques et scientifiques.
Jacques-Christophe Valmont de Bomare liste les endroits où se trouvaient les punaises des lits au XVIIIe siècle :

« Aussi naissent-ils abondamment dans les vieux bâtimens, dans les appartemens voisins des poulailliers, des colombiers, des cages de cailles & des fours, dans les vieilles solives des maisons, dans les lits, sur-tout dans ceux dont le bois est de sapin, où il y a de vieilles paillasses, ou dont la paille & les draps ne sont pas assez souvent renouvelés, ainsi que les matelas ; dans ceux qui sont proches de vieilles cloisons ou de vieilles murailles enduites de plâtre, ou près de vieux livres : on en voit une plus grande quantité aux chambres d'en haut, aux lieux secs et exposés au midi, principalement dans les grandes villes bien peuplées, et où les maisons sont à plusieurs étages, comme à Paris : elles sont moins communes à la campagne. »

### Temps modernes
Les avis des historiens divergent sur les rapports de l'homme et de ses insectes nuisibles au cours du XVIIIe siècle. Les uns mettent l'accent sur le peu de changements depuis l'Antiquité. D'autres insistent sur les signes avant-coureurs de modernité. Le rapport social aux punaises s'inscrit dans un nouveau contexte, celui de la première révolution industrielle. En Angleterre, les réactions de dégoût et d'humiliation sont d'autant plus fortes qu'elles apparaissent dans les milieux urbanisés, les couches sociales supérieures ou montantes, alors même que les Britanniques prennent conscience de leur suprématie mondiale.
En même temps, il existe un changement socio-culturel du corps. Le corps n'est plus la conséquence d'une humanité déchue, et la piqûre de punaise un rappel édifiant de rester humble devant Dieu : le corps appartient aux individus, c'est un médiateur entre soi et les autres, et sa nouvelle acceptabilité sociale a pour condition sine qua non la propreté.
L'odeur de punaise devient un marqueur culturel qui distingue la bonne société des misérables et des étrangers. Des auteurs de cette époque attribuent l'origine des punaises en Angleterre, soit aux bois importés à la suite du grand incendie de Londres (1666), soit à l'émigration française provoquée par la révocation de l'édit de Nantes (1685).
Dans un monde cartésien, les punaises semblent s'affranchir de toutes les barrières entre l'homme et l'animal, des barrières entre les riches et les pauvres, voire entre les races (les peaux fines et blanches sont jugées plus sensibles aux piqûres de punaises que les peaux épaisses et foncées). Les punaises ne respectent pas les nouvelles normes et privilèges socio-culturels.

#### XIXesiècle

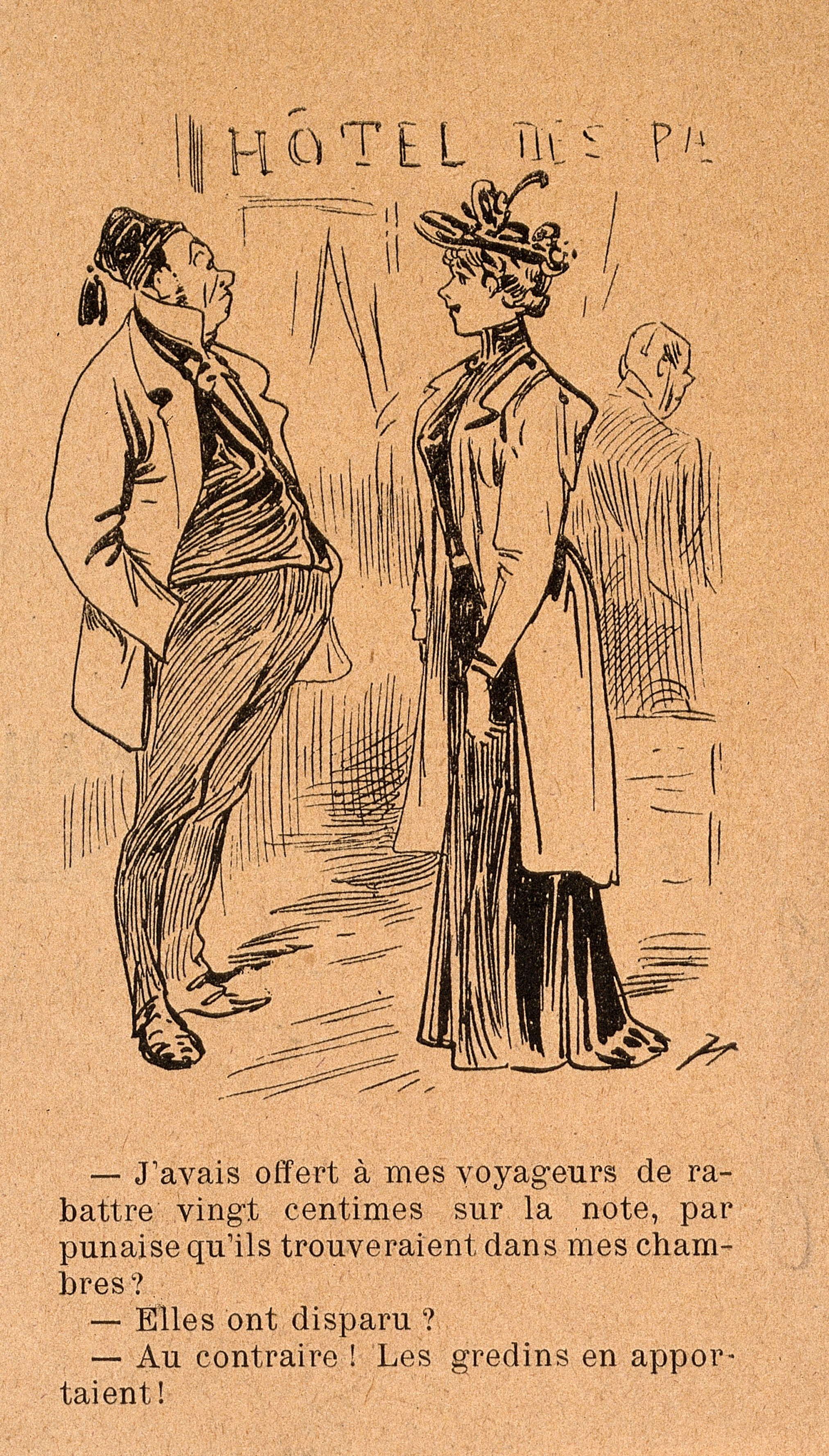
Punaises en hôtel, gravure sur bois de Henri Maigrot (1857-1933).

Comme le précisent de nombreux témoignages littéraires, les punaises des lits étaient une fatalité dont le peuple devait s'accommoder comme il pouvait. Les auberges, hôtels, hébergements de charité et autres logements à bas coût à rotation fréquente de locataires étaient particulièrement touchés. Pour les Anglais, les auberges françaises se distinguaient par leur forte odeur de punaise, et à Londres on conseillait aux locataires de presque s'enivrer pour dormir tranquille.
Les lits et la literie continuent d'évoluer de manière à offrir moins de prise aux punaises, et d'être plus faciles à examiner, changer ou nettoyer. Le grand remède préventif parait être la propreté avec hygiène et vigilance permanentes.
Les recettes pour limiter l'infestation étaient nombreuses, principalement mécaniques : utilisation d'épingles à chapeau pour déloger les punaises de leurs nids, badigeon de colle sur les pieds de lit, utilisation du froid l'hiver, fumigations diverses, utilisation de poivre en poudre, nettoyage à l'eau bouillante… sans grand résultat. À cela s'ajoutent de nouvelles méthodes comme l'aspiration ou la chaleur à la vapeur.
De nouveaux moyens chimiques tendent à remplacer les fumigations végétales traditionnelles, comme la Keating's powder (à base de pyréthrine) largement utilisée en Europe et aux États-Unis. De nombreux produits sont à composants hautement toxiques comme le chlorure de mercure et l'arsenic, vendus et utilisés jusqu'au début du XXe siècle, avec des intoxications mortelles chez les utilisateurs.

#### XXesiècle
La généralisation du chauffage central au tournant du XXe siècle ne fit qu'aggraver l'infestation des punaises. Leur activité, jusqu'alors saisonnière, tend à prospérer tout au long de l'année.

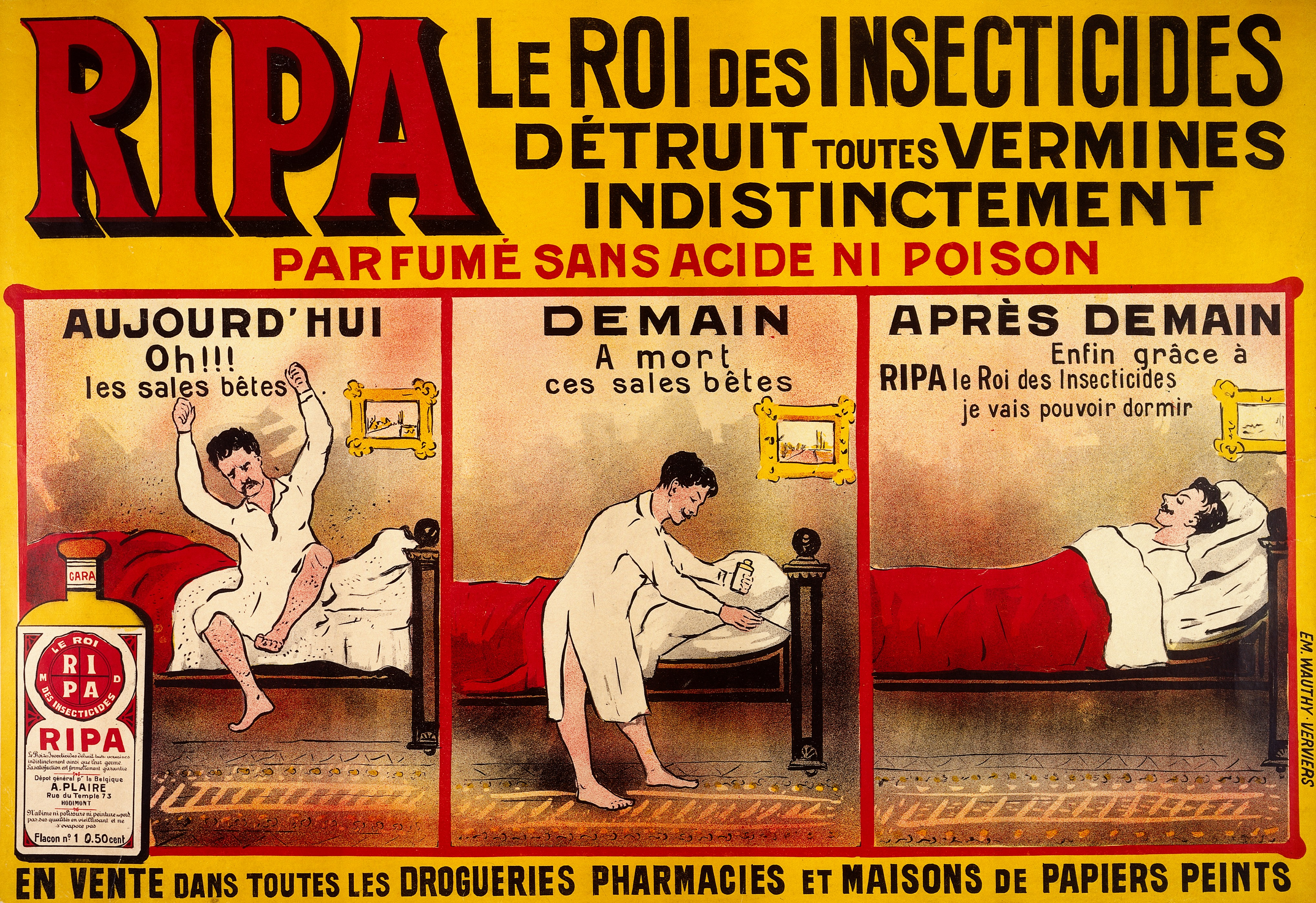
Affiche publicitaire, vers 1900.

Au cours des deux guerres mondiales, les punaises infestent les équipements des soldats dans les tranchées, baraques, aussi bien que le couchage des civils dans les abris anti-aériens.
Elles faisaient des ravages dans de nombreuses habitations. Dans les années 1930 et 1940, selon une estimation, près d'un tiers des habitations des grandes villes d'Europe ont des punaises. La moitié de la population du Grand Londres a un problème de punaises dans l'année. Là où l'infestation est la plus forte, on les voit s'échapper des portes et fenêtres pour passer d'un immeuble à l'autre.
En Angleterre, les punaises deviennent synonymes de taudis. Le nettoyage des taudis et le transfert de leurs locataires font partie des mesures prises dans toute l'Europe. Des stations de désinsectisation sont mises en place : les vêtements et la literie sont désinfectés à la vapeur, tandis que les personnes sont logées sous tente ou en hôtel. Les autorités lancent des campagnes d'information, d'éducation et de prévention.
Les propriétés insecticides du dichlorodiphényltrichloroéthane (DDT) sont découvertes en 1939. Son évaluation contre les punaises de lit débute en 1942 par l'armée américaine. En 1945, le DDT est proclamé comme « la solution parfaite au problème des punaises ». Son efficacité est durable, par un effet résiduel d'au moins six mois ; il n'a pas d'effet répulsif, il ne disperse pas les punaises, il les tue ; il est relativement peu toxique pour l'Homme (par rapport aux autres insecticides utilisés) ; il est peu coûteux et facile d'utilisation.

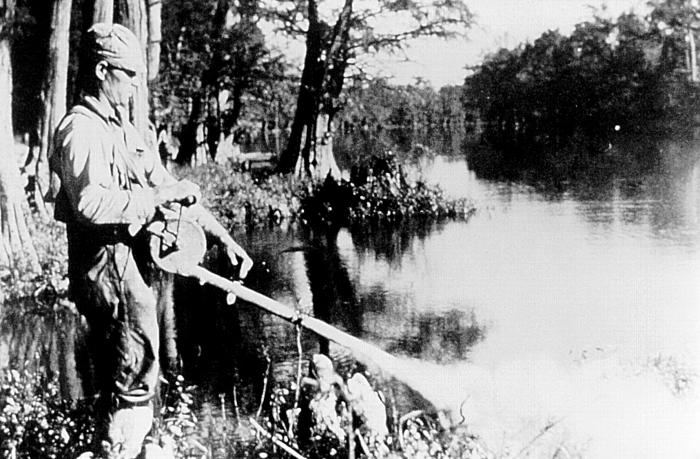
Épandage de DDT, en 1958, pour l'éradication du paludisme aux États-Unis.

Les premiers résultats sont spectaculaires : dans les cinq ans qui suivent, il devient difficile de trouver des punaises dans les pays riches. Mais au fur et à mesure que les punaises disparaissent, les signalements de punaises résistantes se font plus nombreux. Le premier est celui de Pearl Harbor en 1947. Dans les années 1950, ces signalements ont surtout lieu dans des régions tropicales, probablement à cause de l'utilisation du DDT contre les moustiques lors des campagnes contre le paludisme.
En 1976, un expert de l'OMS alerte contre un excès d'optimisme : « Les punaises sont devenues un problème très mineur […] mais si quelques punaises résistantes sont introduites, dans les bagages d'un quelconque immigrant, elles pourraient se répandre et poser un grave problème pour les contrôler. »

#### XXIesiècle
Depuis la fin du XXe siècle, les  populations de punaises se développent à nouveau,,, notamment dans les environnements urbains,.
En 2020, le gouvernement français met en place un plan national,,.
En 2024, le ministre Jean-Noël Barrot assure que la psychose des punaises de lit de l'automne 2023 a été « artificiellement amplifiée » sur les réseaux sociaux par « des comptes liés au Kremlin », dénonçant une ingérence politique russe pour discréditer les pouvoirs publics français.

## Espèces
Les punaises de lit appartiennent à la famille des Cimicidae, insectes ectoparasites de mammifères, d'oiseaux et plus rarement de reptiles. Cette famille se compose de six sous-familles, totalisant 23 genres et une centaine d'espèces.
Classiquement, le nom « punaise des lits » désigne deux espèces principales inféodées à l'homme :
- Cimex lectularius, une punaise des lits à nouveau très largement répandue dans le monde ;
- Cimex hemipterus, espèce tropicale parasitant aussi des volailles et mammifères, dont les chauves-souris.

Occasionnellement l'humain est aussi piqué par :
- Cimex columbarius ;
- Cimex pipistrelli ;
- Oeciacus hirundinis et Oeciacus vicaria, inféodées aux hirondelles, lorsque les nids sont contre ou dans les maisons[1] ;
- Cimex Oeciacus.

Parmi les autres espèces, on compte :
- Cimex pilosellus, qui parasite les chauves-souris ;
- Cimex pipistrella, qui parasite les chauves-souris ;
- Leptocimex boueti, espèce tropicale, de l'Afrique de l'Ouest et d'Amérique du Sud, s'attaquant aux humains et aux chiroptères ;
- Haematosiphon inodora, espèce d'Amérique du Nord, ciblant surtout les volailles.

Les espèces du genre Oeciacus (en), bien que ne faisant pas partie de la famille des punaises des lits, possèdent beaucoup de points communs avec celles-ci, mais affectent surtout les oiseaux.
Pour étudier ces espèces et leur sexualité (insémination traumatique), dès le début du XXe siècle, des méthodes d'élevage (avec nourriture artificielle) ont été mises au point,.
La revue Nature a publié en février 2016 les premières données génomiques sur la punaise du lit, qui pourraient permettre d'affiner les méthodes de prévention et de lutte.

## Morphologie adulte
Les punaises de lit sont des punaises de petite taille de 4 à 7 mm à l'état adulte, de forme ovalaire ou presque arrondie, de couleur brunâtre (de brun roux à jeun, à brun foncé après le repas), très aplaties dorso-ventralement et sans ailes. Les ailes sont vestigiales : la première paire est réduite à de simples écailles, et la seconde a totalement disparu. Le corps est plus ou moins hérissé de soies selon les espèces,.

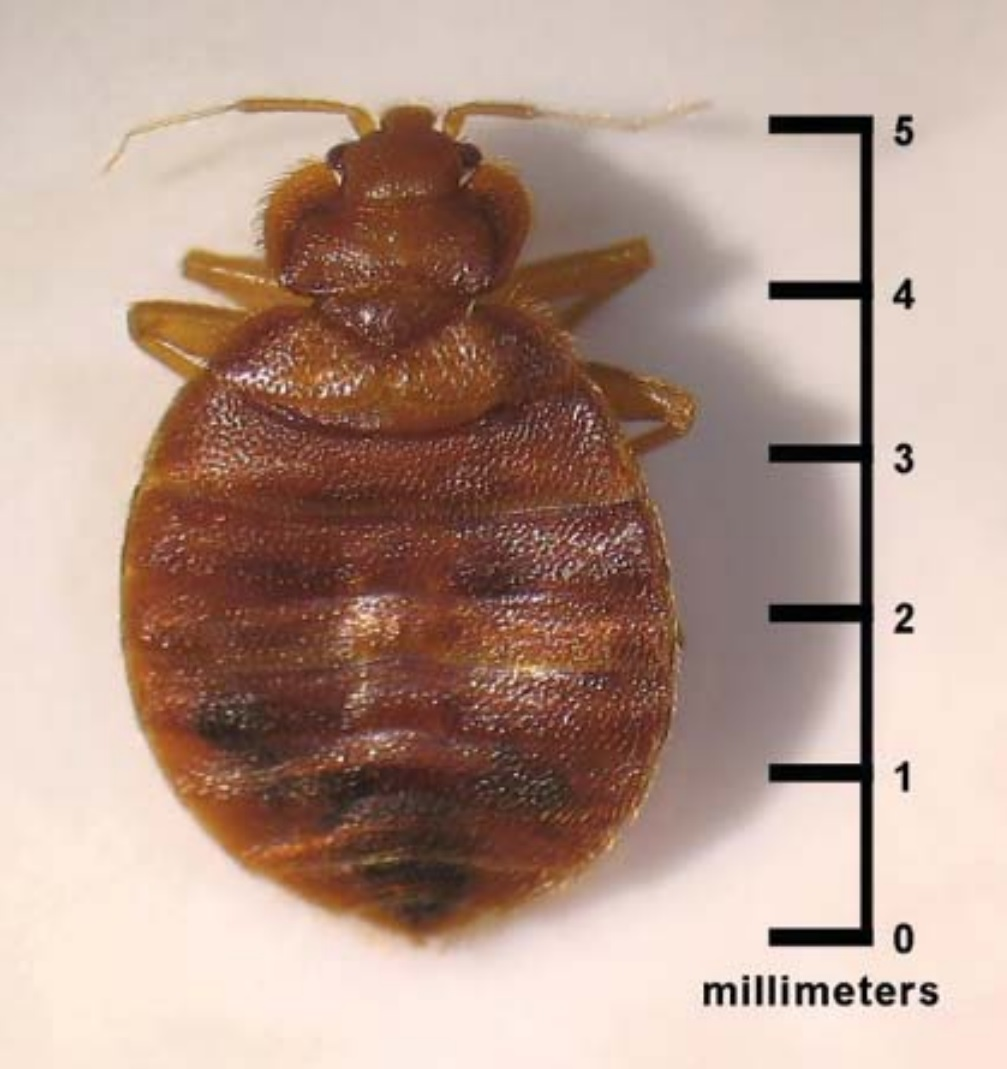
La punaise de lit la plus commune : Cimex lectularius.

La tête porte de chaque côté une paire d'yeux composés (les ocelles sont absents) et une paire d'antennes fines et longues composées de quatre articles. Les pièces buccales, de type piqueur-suceur, sont formées d'un labium qui abrite des maxilles et des mandibules, ces pièces se rabattent sous le corps lorsque la punaise ne pique pas.
Le thorax se divise en trois segments : le prothorax ou pronotum qui s'articule avec la tête, le mésothorax ou scutellum de forme triangulaire, et le métathorax totalement caché dorsalement par les ailes vestigiales.
Les pattes sont plus ou moins longues selon les espèces, avec des tarses formés de trois articles terminés par une paire de griffes.
L'abdomen est ovale, se composant de onze segments, dont neuf visibles. L'appareil génital mâle est asymétrique, formé d'un spicule logé dans un sillon du bord postérieur gauche de l'abdomen. L'appareil femelle est un sac situé dans la face ventrale de l'abdomen, généralement du côté droit, appelé spermalège ou organe de Ribaga-Berlèse, de Costantino Ribaga (it) (1870-1945) et d'Antonio Berlese (1863-1927).
Les punaises de lit disposent d'un important système glandulaire développé, situé à la jointure ventrale du thorax et de l'abdomen, et entre les tergites de l'abdomen. Elles sécrètent des phéromones, composés volatiles qui jouent un rôle de communication (signal d'agrégation, signal d'alarme).
Elles sont brunes, ne sautent pas et ne volent pas, mais sont visibles à l’œil nu, plus facilement sur drap blanc.
Les punaises de lit dégagent une odeur spécifique (odeur âcre), détectable par l'odorat humain mais seulement en cas de très forte infestation.

## Épidémiologie
Les infestations de punaises peuvent survenir dans tous les groupes ethniques et à tous les niveaux socio-économiques,,. Cependant, les infestations les plus fortes finissent par se retrouver chez les plus précaires, par insuffisance culturelle et financière pour assumer les moyens de lutte.
La punaise de lit était commune dans toutes les maisons avant la Seconde Guerre mondiale. Elle disparait quasiment avec l'amélioration du niveau social, de l'habitat et l'utilisation du DDT, des années 1960 jusqu'aux années 1990 environ où elle reste rare dans les pays développés.

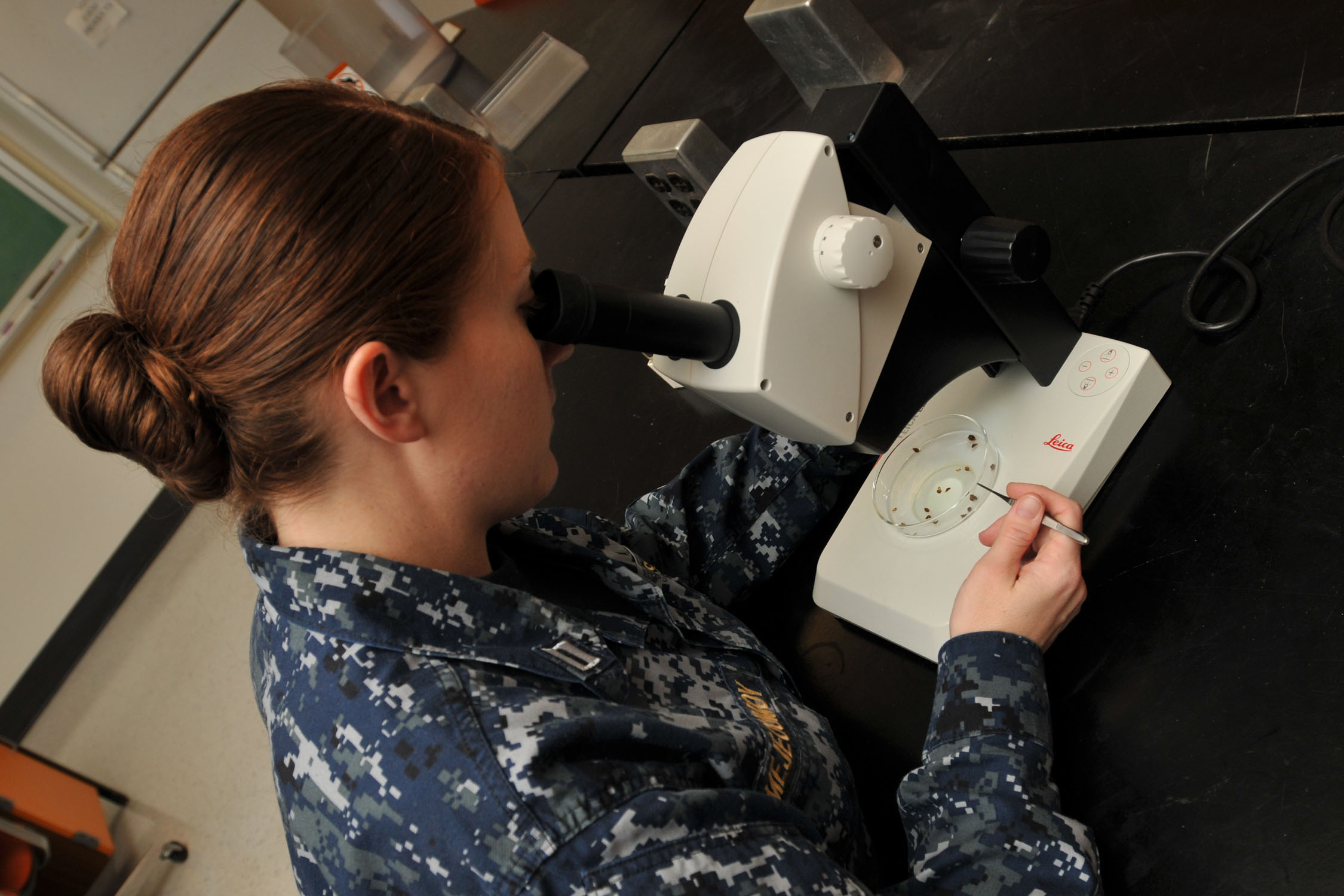
Une entomologiste de la base aéronavale de Jacksonville (Floride) examine des punaises au microscope pour en déterminer l'espèce.

Depuis, elle est en recrudescence continue, signalée d'abord au Royaume-Uni (Cambridge, 1998), puis aux États-Unis (2000), Venezuela (Baruta, 2001), Canada et Europe continentale, au Japon comme en Israël. Cette recrudescence représente des augmentations pouvant aller jusqu'à 4 500 % en Australie pour la période 1999-2006.
Ces résurgences sont principalement liées aux résistances aux insecticides qui ont sélectionné des souches résistantes, puis à leur diffusion par l'accroissement des voyages internationaux, du tourisme, etc. et aux échanges commerciaux (marchés d'objets d'occasion : vêtements, literies, meubles…),. La méconnaissance des punaises est aussi un facteur favorisant de cette nuisance.
Classiquement, on distinguait la punaise de lit commune Cimex lectularius des régions tempérées et Cimex hemipterus des régions tropicales et subtropicales. Depuis les années 1990, les deux espèces tendent à devenir sympatriques (coexister dans une même région). C. lecturalius est signalée à Madagascar, et C. hemipterus aux États-Unis et en Europe. En outre, les punaises de lit ont atteint des régions où elles ne s’étaient jamais établies avant, comme en Amérique du Sud.
En 2023, la résurgence des punaises de lit est signalée dans plus d'une cinquantaine de pays, répartis dans toutes les régions du monde.
Aux États-Unis, l'infestation de punaises existe dans tous les États, principalement à Philadelphie et à New York où les plaintes pour punaise se sont multipliées par 200 entre 2004 et 2009 ; il s'agit presque exclusivement de C. lecturalius. Une théorie récente sur la réapparition de la punaise de lit aux États-Unis est que celle-ci n’avait jamais vraiment disparu, mais parasitait d'autres hôtes. Les enquêteurs ont trouvé ainsi de fortes populations de punaises de lit dans les élevages de volaille en Arkansas.
En France, 11 % des ménages auraient été infestés par des punaises de lit entre 2017 et 2022. En Europe, en France et à Paris, C. lecturalius reste l'espèce prédominante, mais C. hemipterus a été signalée pour la première fois en Italie et à Marseille en 2017 et à Paris en 2021.
À Paris, sur 1 215 spécimens prélevés sur 56 sites, quatre ont été identifiés comme C. hemipterus (15e et 19e arrondissements, Bobigny et Villejuif). Si C. lecturalius reste largement prédominant, on note toutefois une grande diversité génétique parmi les populations de C. lecturalius de Paris. Ceci serait lié au fait que Paris reçoit plus de 30 millions de touristes étrangers par an, soit plus qu'aucune autre ville dans le monde.

## Infestations
Il ne s'agit pas d'un problème de propreté. Les punaises peuvent voyager dans des bagages, ou lors d'un déplacement dans un lieu infesté, bibliothèque, cinéma, transports publics, ou encore dans des meubles et vêtements récupérés et achetés d'occasion, etc.

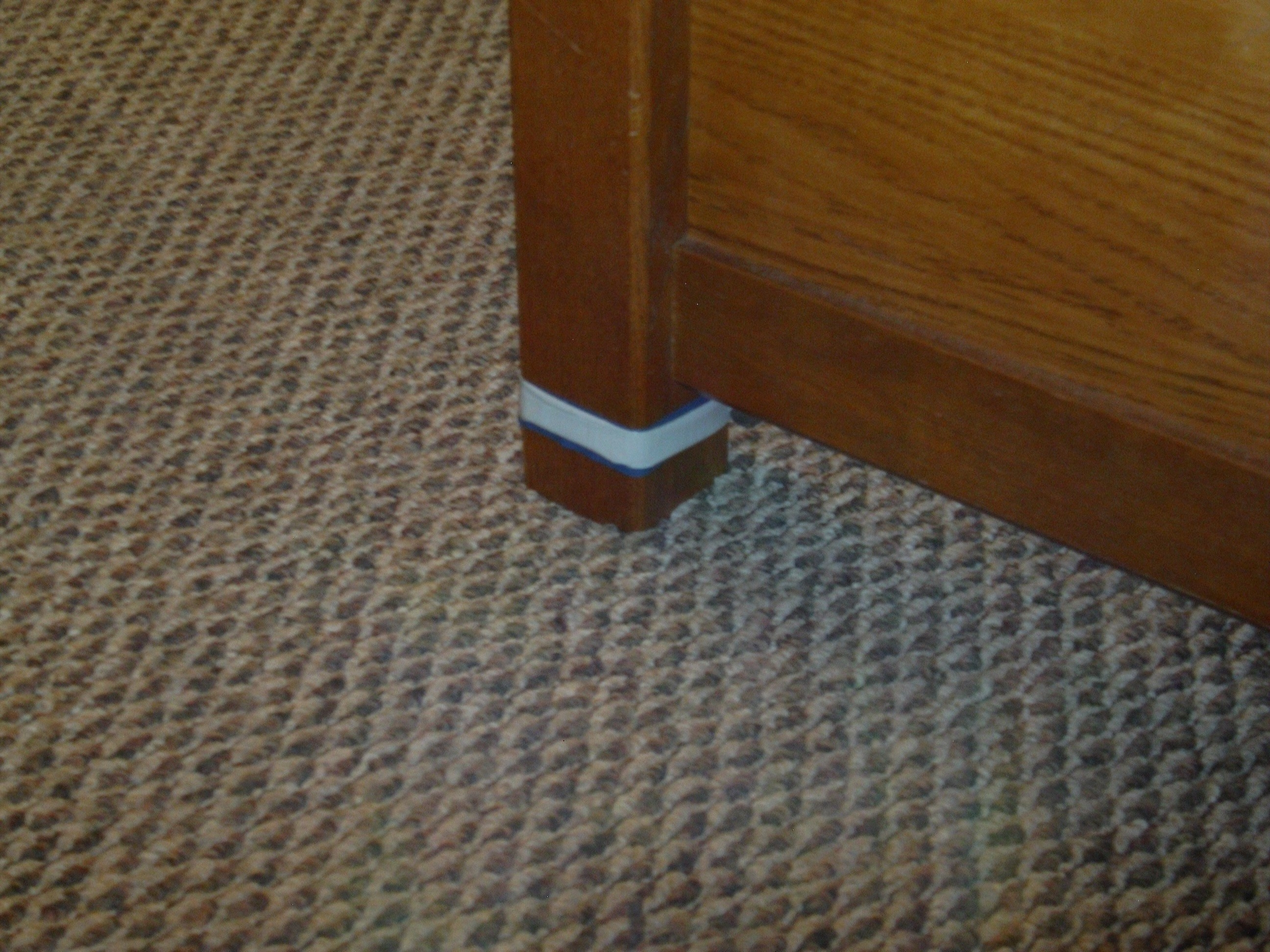
Une barrière improvisée contre les punaises : ruban adhésif (face collante vers l'extérieur) autour d'un pied de lit.

En journée, les punaises de lit sont peu actives et fuient la lumière. Leur corps plat leur permet de rester cachées dans les recoins : fentes de mur, sous une écaille de peinture ou une tapisserie décollée, derrière une plinthe ou une prise électrique, dans une jointure de lit en bois, une couture ou un cordon de matelas. Elles peuvent s'accumuler dans un angle d'un mur et d'un plafond… Il est possible de les retrouver dans tout micro-habitat proche des humains,.
Elles s'activent avec la fin du jour, et piquent leurs hôtes au cours du sommeil, généralement après minuit.
Les infestations peuvent se produire non seulement en appartement privé ou en hôtel, mais aussi dans des lieux publics ou collectifs (établissements de santé, résidences de personnes âgées, moyens de transport). Plus le nombre de personnes hébergées est important, plus le risque d'introduction de punaises est élevé.
Les punaises de lit peuvent se déplacer activement d'un site à l'autre (d'une chambre à l'autre, ou d'un étage à l'autre). Une dispersion passive peut se faire à longue distance lorsque les punaises se trouvent sur des objets en déplacement (vêtements, bagages, meubles…).

## Reproduction et cycle de vie
Une punaise de lit adulte peut vivre de 6 à 24 mois, et le temps du cycle de vie (d'œuf à œuf) est de 40 à 70 jours,.

### Reproduction

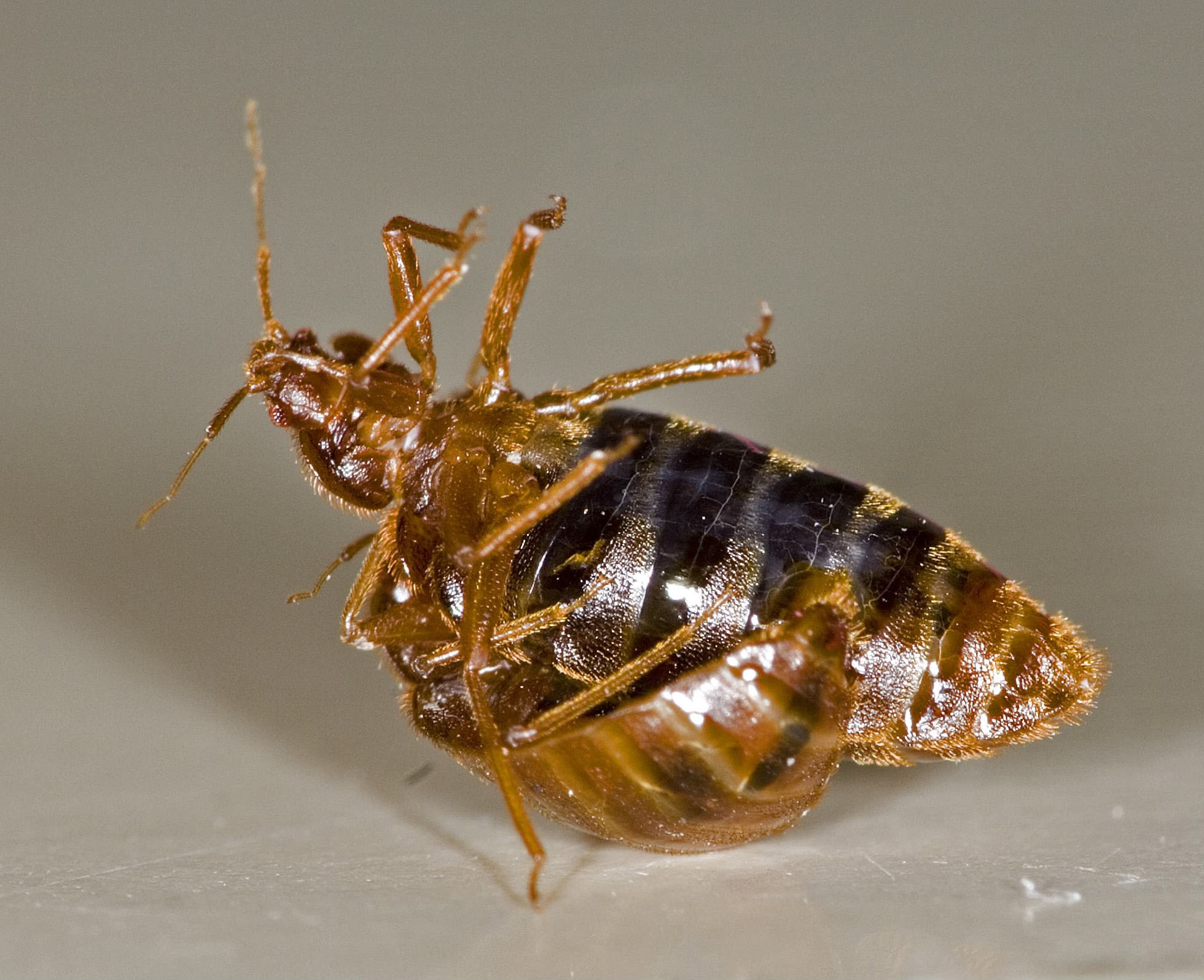
Accouplement traumatique de punaises : le mâle, en dessous, perce l'abdomen de la femelle.

Lors de l'accouplement, le mâle effectue une « insémination traumatique » en transperçant la cuticule de l'abdomen de la femelle dans une zone dénommée « ectospermalège » pour y injecter son sperme ; il arrive qu'il manque cette cible, mais l’insémination peut ne pas échouer car un organe interne de la femelle (dit « mésospermalège ») capte et draine les spermatozoïdes jusqu’à la spermathèque. Le traumatisme de la reproduction va néanmoins tuer de nombreuses femelles (phénomène observé en élevage et en milieu naturel) car le mâle introduit ainsi des germes pathogènes dans l'organisme des femelles qu'il féconde.
Les mâles sont attirés par tout individu qui vient de se nourrir (l'abdomen s'allonge), qu'il soit mâle, femelle ou jeune. Ce qui explique des comportements homosexuels observés chez les mâles, si bien que les spermatozoïdes de l'assaillant se mêlent à celui de l'assailli qui (s'il ne meurt pas) lors de sa prochaine insémination d'une femelle lui transférera deux souches de spermatozoïdes au lieu d'une.
Pour se défendre contre ces accouplements traumatiques, mâles, femelles et jeunes sécrètent des phéromones d'alarme pour dissuader l'assaillant. On ignore les avantages d'un tel système survenu au cours de l'évolution, puisque la femelle conserve à côté de son « spermalège », un système génital normal utilisé pour la ponte, mais non par le mâle pour l'accouplement.

### Cycle biologique

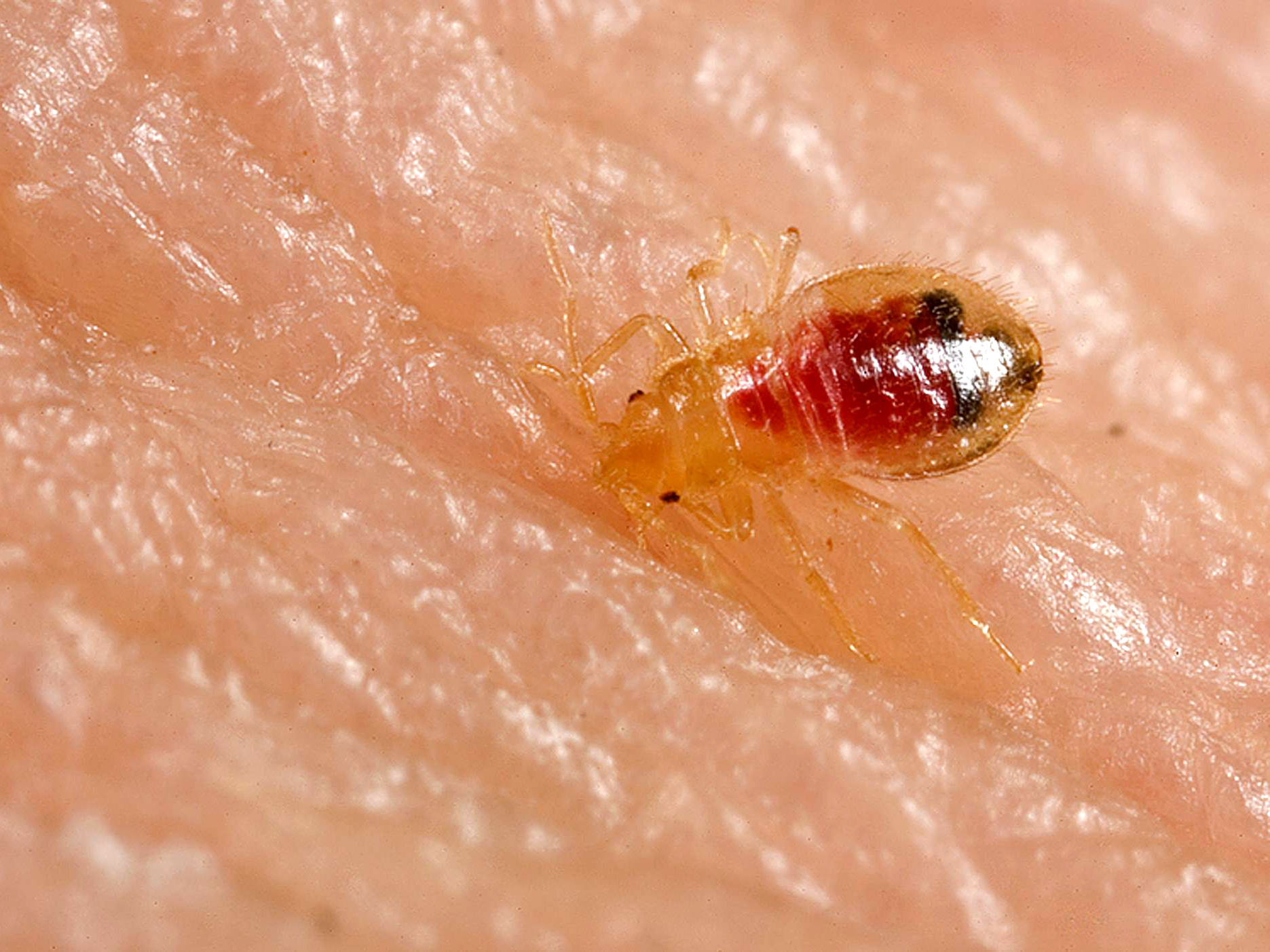
Une punaise des lits au stade de nymphe se nourrissant d'un hôte.

#### Œufs
Les œufs (blanchâtres, très ovales, longs de 1 à 3 mm operculés) sont émis isolés ou par paquets de cinq à quinze, trois à dix jours après la fécondation au plus tard, si la température est comprise entre 14 °C et 27 °C. Un repas sanguin est nécessaire à leur maturation. Une femelle peut être fécondée plusieurs fois et pondre de 200 à 500 œufs dans sa vie.
Ils sont pondus dans les lieux de repos des punaises (fentes de mur, espaces de bois dans la structure du lit, recoins de tissus…) en restant légèrement collés au support. Ils éclosent en 7 à 15 jours.

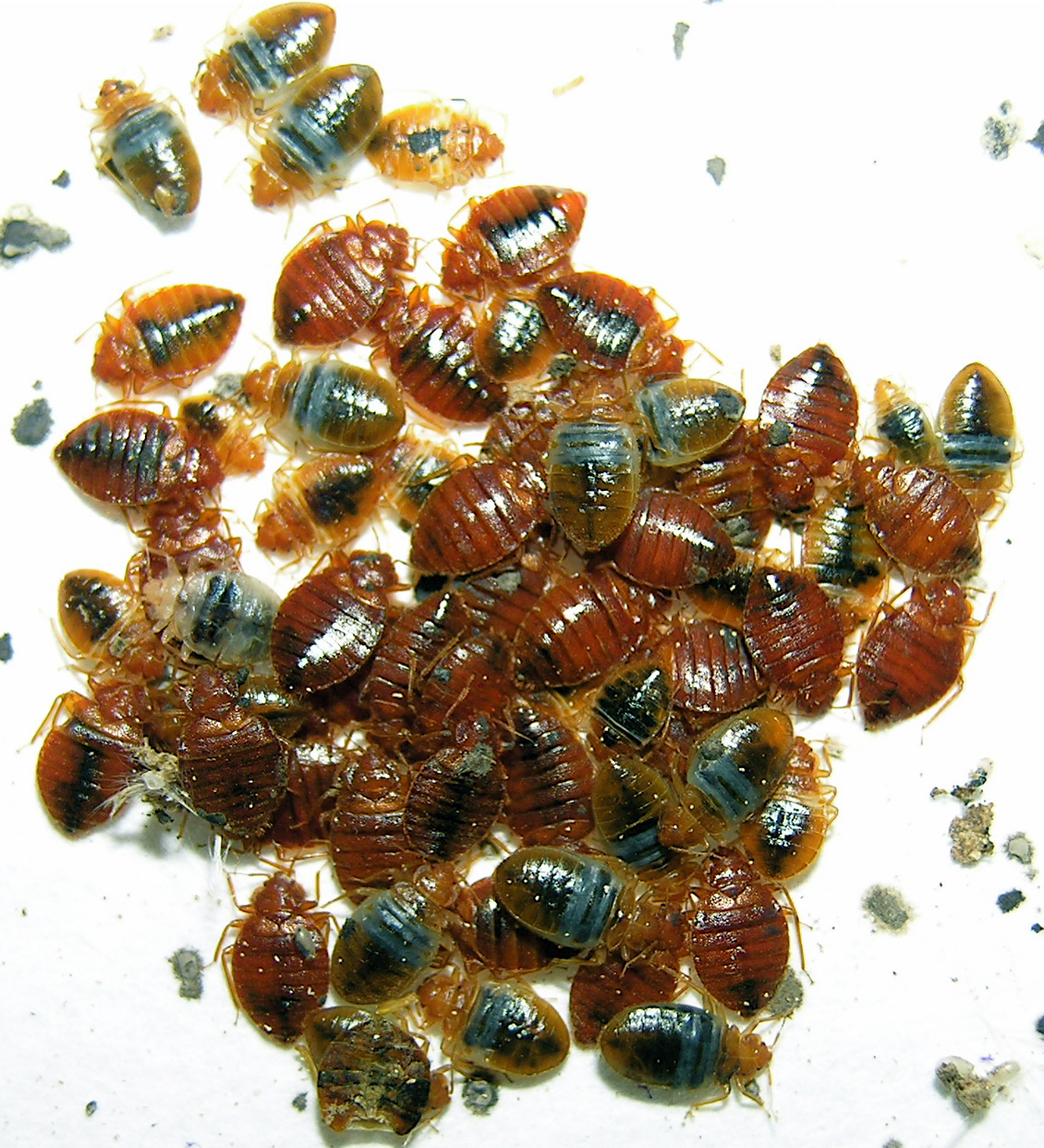
Cimex lectularius nourries de sang (notez la différence de couleurs en fonction de la digestion du repas de sang).

### Immatures
Les punaises de lits sont des paurométaboles, c'est-à-dire à métamorphoses incomplètes : les jeunes ressemblent aux adultes et vivent dans le même milieu. Les auteurs francophones utilisent le terme de jeunes ou immatures, alors que les anglophones utilisent le terme de nymphe (dans le sens de larve en français).
Les jeunes ressemblent aux adultes, mais sans plaques alaires ni organes génitaux. Ils passent par cinq stades de croissance, de I à V, pour devenir adultes, chaque stade nécessitant un repas sanguin et durant trois à quinze jours.
À jeun, la larve est presque translucide, ce qui la rend souvent discrète. Le stade I est très petit, un millimètre et demi, et difficile à voir. Jusqu'au stade III, les jeunes restent fragiles et survivent moins longtemps au manque de nourriture.

### Adultes
Les punaises de lit, mâles et femelles, sont des ectoparasites exclusivement hématophages. Elles piquent et sucent le sang de leur hôte puis se cachent dix à douze jours pour le digérer. Le repas sanguin dure de dix à quinze minutes et est pris une fois par semaine environ. L'abdomen de la femelle s'allonge lorsqu'elle est gorgée.
Ces insectes hématophages, qui fuient la lumière, sont principalement actifs la nuit. Lors du repas, une punaise de lit est capable de prélever sept millimètres cubes de sang. Une personne devrait donc subir théoriquement 143 piqûres pour perdre un centimètre cube de sang.

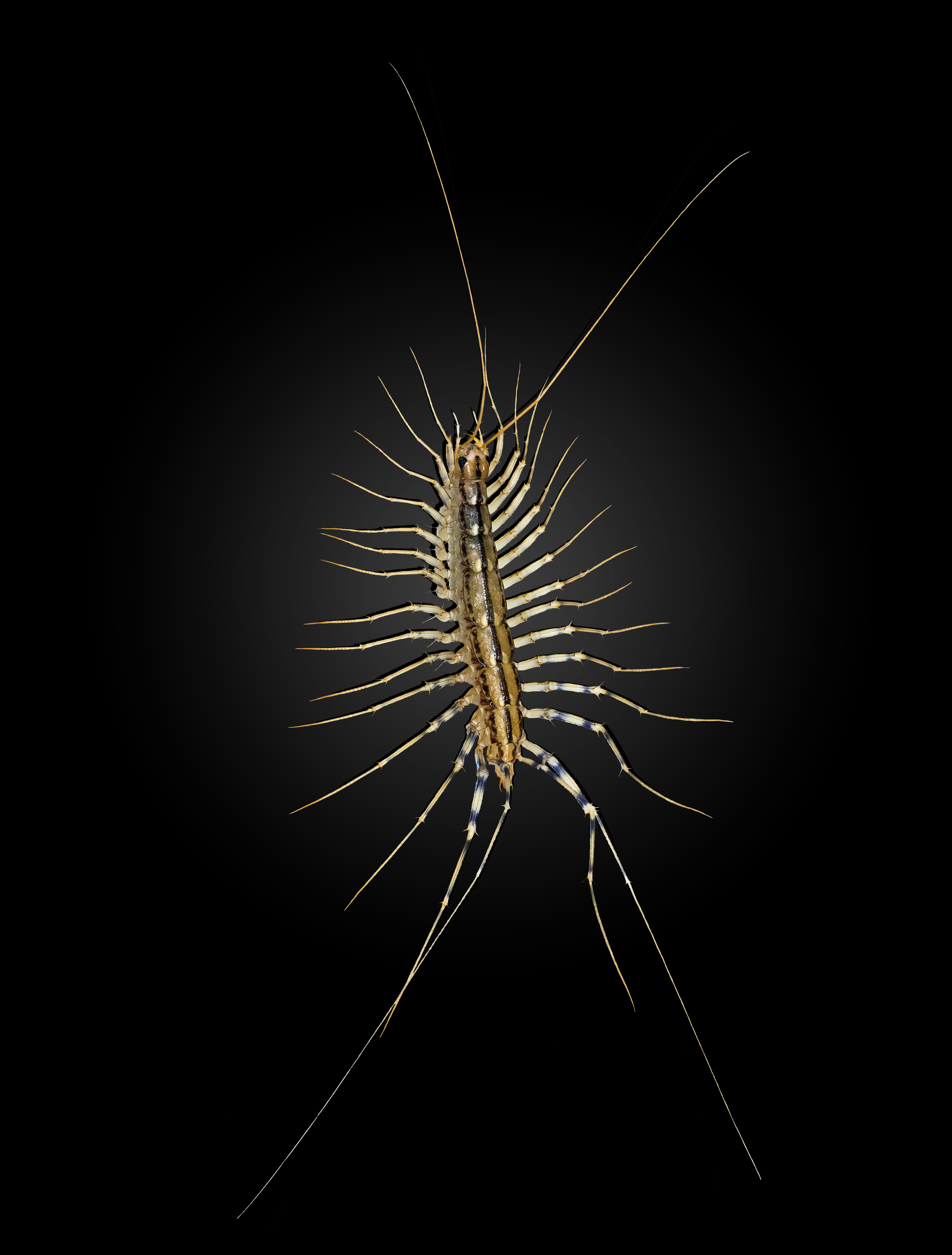
La Scutigère véloce est l'un des prédateurs de la punaise de lit.

En l'absence d'hôtes, une punaise adulte est capable de rester plusieurs mois sans se nourrir.

### Prédateurs
Le plus grand prédateur naturel de la punaise des lits serait la scutigère véloce (Scutigera coleoptrata), un petit arthropode myriapode. Il appartient au groupe des Chilopodes, c'est-à-dire des mille-pattes chasseurs : il est peu trapu et a de longues pattes.
Les punaises sont également attaquées par des réduvidés prédateurs, la fourmi pharaon, les araignées, les pseudoscorpions et les cafards.
Des cas d'éradication d'infestation de punaises des lits par des fausses veuves (araignées du genre Steatoda) sont considérés comme plausibles.

## Importance médicale et vétérinaire
Les punaises piquent le plus souvent la nuit, durant le sommeil profond de leurs hôtes. La piqûre est indolore, de type solénophage. La salive de la punaise contient surtout des substances anticoagulantes, mais ce sont les substances vasodilatatrices, comme l'histamine, qui sont responsables de prurit et réactions allergiques.

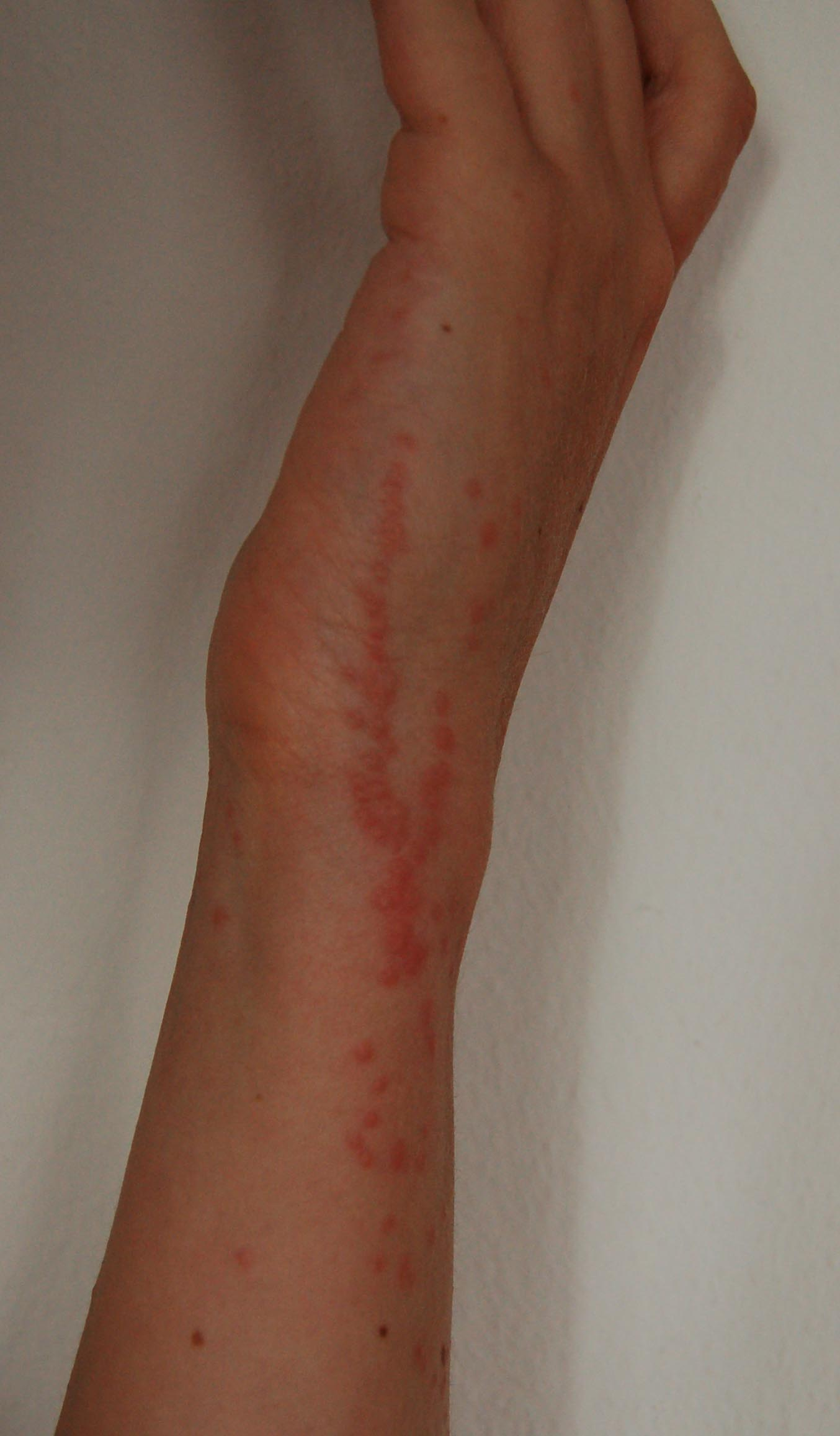
Piqûres de Cimex lectularius.

### Nuisances cutanées
Les piqûres de punaise se situent le plus souvent sur les bras, les jambes, et les zones découvertes du corps.
Les réactions allergiques sont très variables selon la sensibilité des personnes piquées, elles surviennent dans 30 à 90 % des cas. L'allergie peut être absente, immédiate (quelques minutes après la piqûre ou au réveil) ou retardée (jusqu'à onze jours), localisée ou généralisée.
Les manifestations dermatologiques des piqûres de punaises de lit sont diverses, allant de lésions maculeuses (taches planes), papuleuses (boutons surélevés) et prurigineuses (responsables de démangeaisons) à des éruptions bulleuses. Les aspects de trois ou quatre piqûres formant une réaction en ligne ou en courbe sont caractéristiques.
Une même punaise peut piquer 90 fois en une nuit.
Les démangeaisons peuvent entraîner des lésions de grattage avec surinfections. Des réactions générales sont parfois signalées comme l'asthme ou le choc anaphylactique. Chez les sujets piqués depuis des semaines ou des mois, une anémie ferriprive peut s'installer. Ce phénomène a été reproduit sur souris de laboratoire.
Des médecins internistes de l'hôpital Lariboisière (Paris) ont rapporté en 2023 le cas d'un homme, isolé socialement, qui a fini par développer une anémie sévère, imputable à de multiples piqûres de punaises de lit. En 2020, des médecins de l'hôpital Avicenne (Bobigny, Seine-Saint-Denis) ont également décrit un cas d’anémie sévère chez un homme âgé de 70 ans, adressé aux urgences pour perte de connaissance dans la rue.

### Conséquences psychologiques et psychiatriques
En plus des lésions cutanées, les infestations de punaises ont un impact important sur le moral des personnes qui vivent une situation d'inconfort, de stress, faite d'insomnies et d'anxiété. La présence de punaises peut entrainer la honte d'en avoir avec une stigmatisation sociale.
Cette situation peut conduire à un isolement social, voire à la majoration ou au déclenchement de troubles psychiatriques tels que : dépression, trouble délirant (paranoïa) avec une augmentation du risque suicidaire,,.
Même longtemps après l'éradication des punaises, des personnes victimes continuent de s'affoler au moindre insecte trouvé dans la maison.

### Risque de transmission vectorielle
En 2023, les punaises de lit Cimex lecturalius et Cimex hemipterus ne sont pas considérées comme des insectes vecteurs d'agents pathogènes pour l'Homme et les animaux. À cette date, il n'est pas démontré, dans la nature, que les punaises de lit maintiennent, amplifient ou transmettent des maladies infectieuses à des hôtes humains ou non-humains (oiseaux, volaille, chauve-souris…).

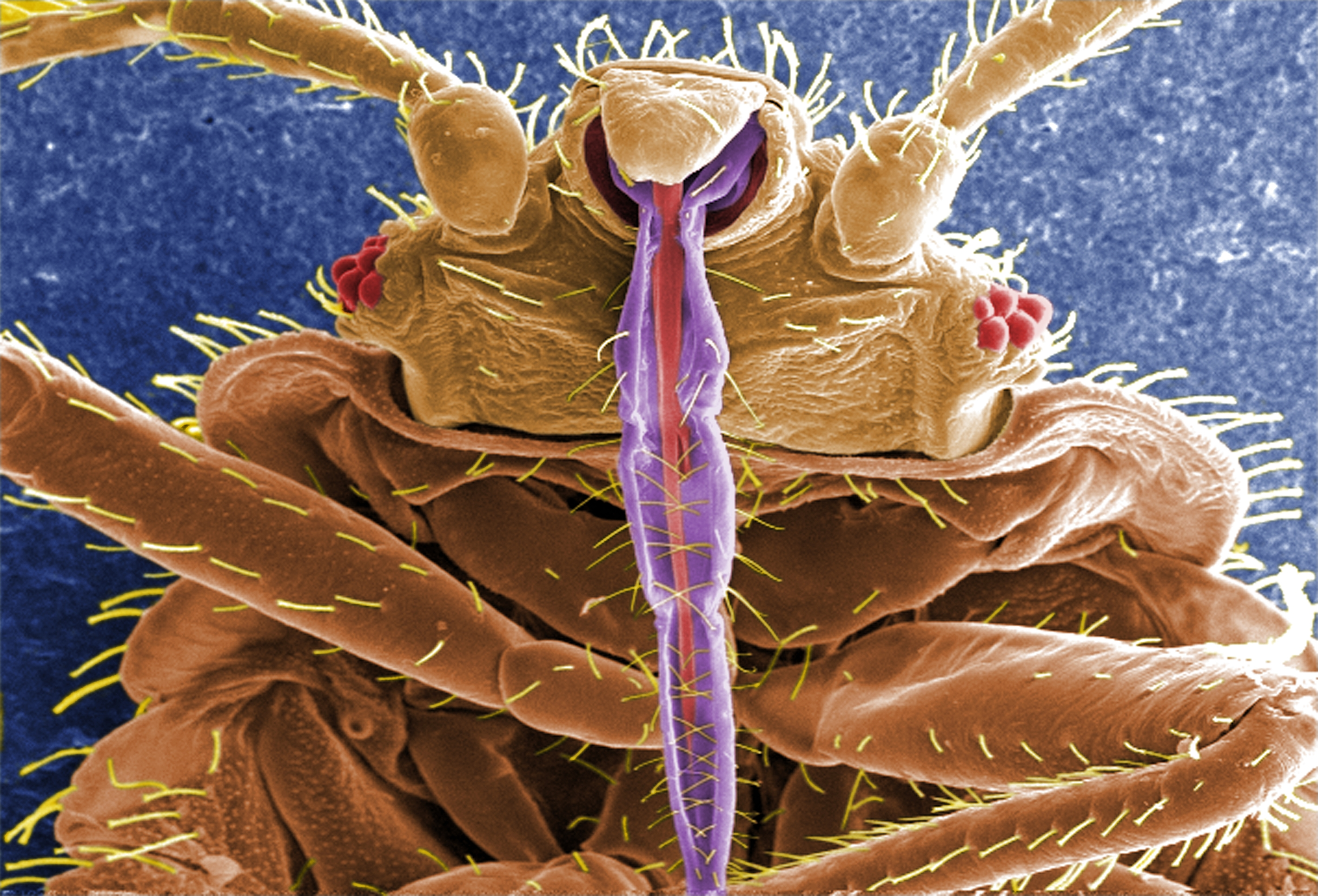
Cimex lecturalius et ses pièces buccales, vue par sa face ventrale, photomicrographie en microscopie électronique à balayage.

Cependant, selon des modèles expérimentaux réalisés en laboratoire, plus de cinquante agents pathogènes ont été détectés dans des punaises de lits avec des possibilités de transmission, soit par piqûre directe, soit par les déjections ou matière fécale de punaise. Il s'agit de virus (notamment du virus de l'hépatite B, de l'hépatite C, du VIH) et de bactéries (borréliose, fièvre des tranchées, peste…).
Par ailleurs, on sait que les insectes triatomes sont les vecteurs du parasite Trypanosoma cruzi, l'agent étiologique de la maladie de Chagas. Or, si les triatomes sont d'une famille différente (Reduviidae) de celle des punaises de lit (Cimicidae), ils font tous deux partie du même ordre Hemiptera en partageant de nombreux traits biologiques importants (même biotope, comportement analogue).
Des études réalisées sur des modèles souris montrent qu'une transmission efficace et bidirectionnelle de Trypanosoma cruzi par des punaises de lit est possible, du moins en conditions de laboratoire. Les auteurs en concluent que la punaise de lit commune pourrait être un vecteur compétent de Trypanosoma cruzi,.
En l'absence de preuves épidémiologiques, les chercheurs se demandent pourquoi les punaises de lit ne sont pas capables de transmettre des agents pathogènes en conditions naturelles. L'hypothèse la plus souvent suggérée est la présence, chez les punaises de lit, de facteurs neutralisants susceptibles de diminuer la virulence d'agents microbiens.
Enfin, on ne peut exclure un risque de transmission passive par transport mécanique ou phorésie. Des agents pathogènes pouvant se trouver sur ou dans le corps de punaises de lit, et être transmis par simple écrasement (qui souille les doigts ou la lésion de grattage).

## Lutte contre les punaises de lit

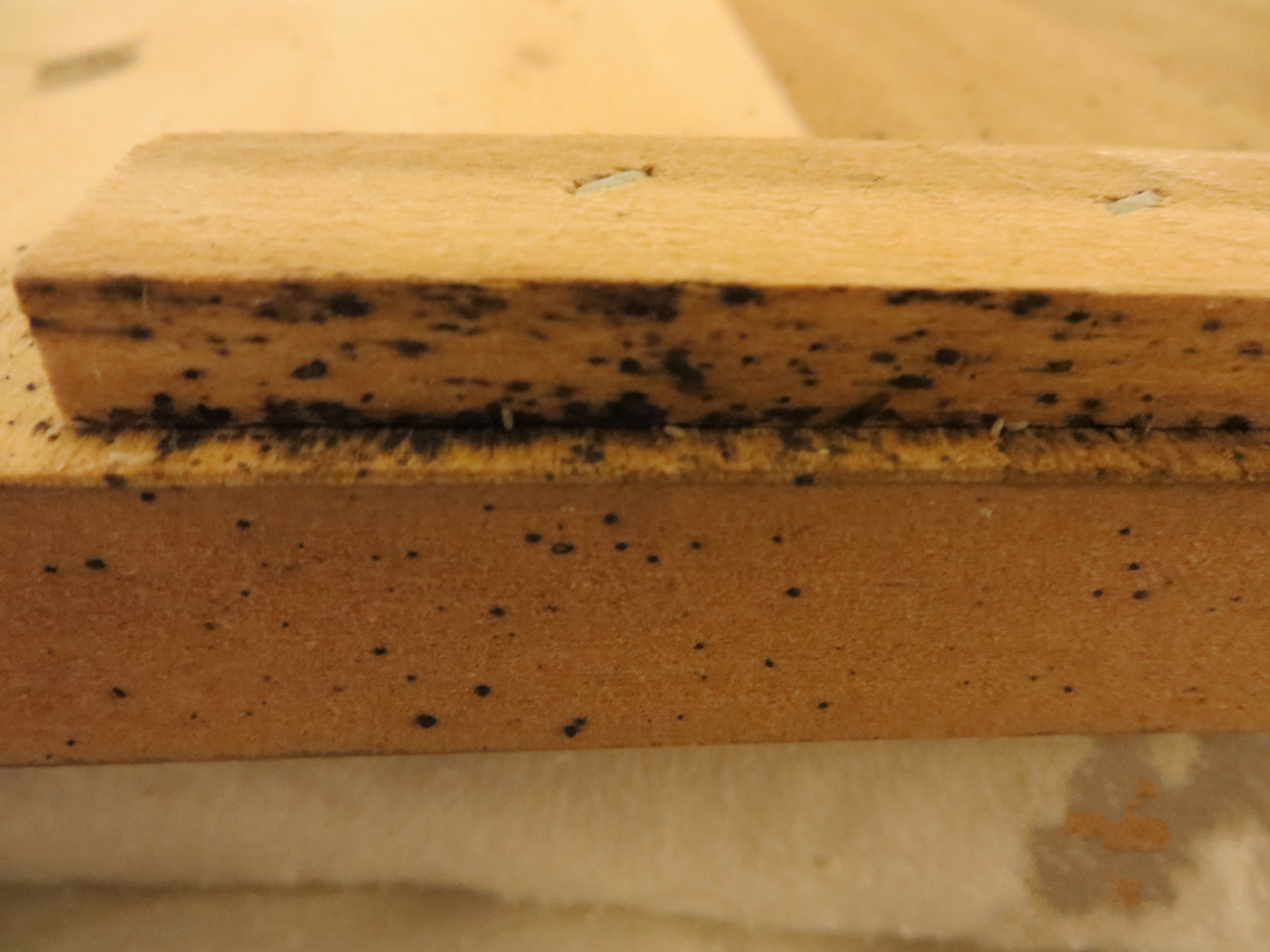
Déjections formant des points noirs sur le bois.

La lutte contre les punaises de lit est difficile, même avec les techniques modernes, car elle vise à l'élimination totale des punaises du lieu infesté, quelques œufs ou une seule femelle pouvant suffire à réinfester le site. Cela demande une étroite coopération entre propriétaire, occupant et désinsectiseur, utilisant différents moyens en fonction du niveau d'infestation.
La lutte s'organise en plusieurs étapes :
1. Détection et évaluation de l'infestation ;
2. Lutte mécanique ;
3. Lutte chimique ;
4. Évaluation des résultats ;
5. Prévention.

### Détection
La primo-infestation d'un habitat n'est pas corrélée à l'hygiène du site ou de l'occupant. Cependant, une hygiène précaire, la pauvreté, ou de faibles connaissances entrainent incompréhension et laisser-faire devant une infestation qui finit par devenir majeure en quelques mois.
L'apparition de lésions de piqûres est le premier élément à prendre en compte pour suspecter la présence de punaises de lit. La lésion cutanée la plus courante, se présente sous forme de prurit érythémateux, maculeux ou papuleux de 0,5 à 2 cm de diamètre, avec un point hémorragique au centre, comme toute piqûre d'insecte. Elles provoquent des démangeaisons importantes et parfois des réactions allergiques. On peut utiliser une crème à base de corticoïdes, et des désinfectants locaux, par ailleurs des antihistaminiques peuvent être prescrits.

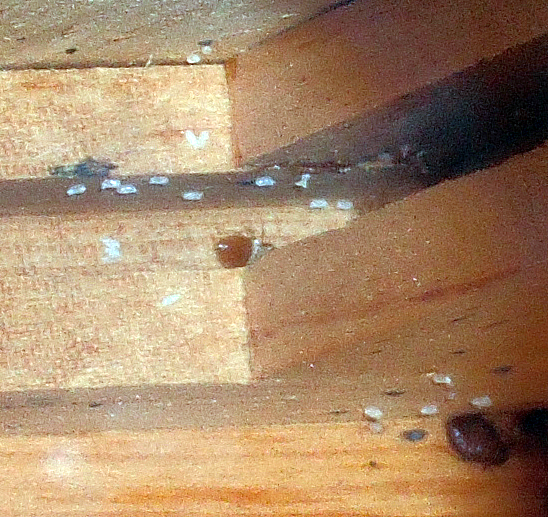
Adultes (rouges) et larves (blanches) à l'intérieur d'une commode située près d'un lit.

Leur survenue après un voyage, après l'achat d'un meuble ou de vêtements d'occasion sont des données pouvant renforcer la suspicion de punaises.
Les indices de présence des punaises, visibles surtout dans les chambres à coucher, sont :
- des taches de sang sur les draps ;
- des déjections, liquides au moment de l'émission, formant ensuite des points noirs (amas de 1 à 3 mm) éventuellement noyés dans les fibres du tissu du drap ou de la taie d'oreiller[76]. Il faut observer également les matelas, lattes ou fentes du sommier, bois intérieurs du lit, les punaises fuyant la lumière et s'abritant dans des endroits sombres, parfois étroits et peu accessibles ;
- des carapaces vides sur le sol, car elles muent plusieurs fois[62].

Pour détecter les nids de punaises, il est utile de passer les surfaces planes (murs, matelas, meubles) en lumière rasante (très près d'un mur) d'une lampe de poche.
Outre le lit et la chambre la coucher, il faut aussi examiner le canapé. Puis, à partir de ces deux lieux, examiner le reste des lieux de façon centrifuge (rideaux, tringles, plinthes, prises électriques).
Il existe des outils de détection (cachettes, pièges, attractifs…) plus ou moins efficaces. Leur meilleure utilisation est lorsque le site est sans hôtes depuis une semaine environ : en effet, la présence d'un hôte, qui dégage chaleur et gaz carbonique, entre en concurrence avec le piège attractif.
Un chien détecteur de punaises peut aider à détecter avec précision les zones infestées et ainsi mieux cibler les traitements de désinsectisation. Très souvent utilisée aux États-Unis et au Canada, cette méthode existe aussi en France. Cela dit, cette technique n'a pas encore fait ses preuves. Cependant, elle peut être très utile dans les grandes structures d'hébergement (hôtels, maisons de retraite, hôpitaux…) où l'inspection humaine est trop longue et peu fiable, s'il faut examiner plusieurs dizaines de chambres. Un chien bien dressé serait capable de détecter une seule punaise à l'odeur en faisant la différence entre l'odeur d'une punaise vivante et celle d'une punaise morte.

### Lutte mécanique
Selon le Dr Arezki Izri (entomologiste médical de l'hôpital Avicenne de Bobigny (Seine-Saint-Denis), de l'Assistance publique - Hôpitaux de Paris, de l'université Paris XIII), coauteur en 2015 d'un rapport sur les punaises de lit, « le recours aux insecticides demeure trop systématique et devance la lutte mécanique (aspiration, chaleur, froid, vapeur sèche) qui, à condition qu'elle soit bien menée, peut suffire ». Certaines entreprises de désinsectisation (activité non encadrée) ont parfois des méthodes peu rigoureuses, proposent des services à des prix parfois élevés (souvent plusieurs centaines d'euros, y compris pour de petites surfaces). Elles disposent généralement d'équipements et de produits plus efficaces que les particuliers, tels que des nébulisateurs électriques permettant de créer des nuages d'insecticide dans des endroits clos. Les traitements professionnels les plus chers, mais aussi les moins toxiques, sont des traitements thermiques de l'habitation entière par la chaleur ou le froid[réf. nécessaire].

#### Aspiration
Une aspiration scrupuleuse des sols, plinthes, recoins peut ralentir la progression d'une infestation. Souvent, il est préférable de désassembler les meubles avant de passer l'aspirateur sur chaque pièce du meuble, séparément.

#### Isolation
Une autre solution consiste à empêcher le contact entre la punaise et sa victime : en enveloppant le matelas, le sommier et les oreillers d'une housse de qualité et en tapissant les murs de papier collant. Cette méthode possède l'avantage de ne pas présenter de risque grave pour la santé humaine. Les punaises de lit adultes parvenant à traverser les surfaces du papier collant bureautique, l'utilisation du papier collant spécial contre les insectes s'impose. Une variante plus efficace de la méthode consiste à mettre les pieds du lit dans des récipients glissants pour les punaises ou des coupelles remplies d'eau, ou à les enduire de vaseline. Pour juger de l'efficacité de telles isolations, il ne faut pas oublier que les punaises peuvent tomber du plafond sur le lit, si elles trouvent un moyen d'y monter.
Enfin, les punaises se cachant dans des recoins ou fissures durant le jour, il convient de reboucher fentes et jointures du logement, y compris dans le mobilier, et de limiter le nombre d'objets dans l'espace infesté pour permettre un nettoyage parfait.

#### Froid
On peut utiliser le froid par congélation à −22 °C pendant 48 h. La plupart des congélateurs n'atteignent cependant pas une température assez basse pour être efficaces.
Certains professionnels proposent un traitement par l'azote liquide −196 °C, ce qui constitue probablement un moyen au moins aussi efficace que la forte chaleur.
Traditionnellement, on stockait une semaine les objets contaminés l'hiver, ces insectes n'étant pas capables de survivre en dessous de 9 °C plus d'une semaine (alors qu'ils peuvent survivre des mois sans piquer entre 9 et 13 °C).

#### Chaleur
Un chauffage à plus de 65 °C avec de la vapeur sèche pendant cinq heures détruit les punaises, à tous les stades de leur développement. Il est important de s'assurer que la température requise est atteinte en profondeur de l'objet en cours de désinsectisation. Par exemple, un oreiller mis en machine à laver à plus de 55 °C (certains par sécurité recommandant 95 °C pour des objets de type oreiller/coussins).
L'ébullition durant dix à trente minutes dans une marmite est plus efficace, mais abîme certains objets désinsectisés. Le repassage scrupuleux avec un fer à repasser vapeur est un moyen efficace contre les œufs et les punaises de lit adultes cachés dans le linge ou vêtements (à condition que celles-ci ne s’échappent pas en cours de procédure). Le nettoyage à la vapeur tue instantanément les œufs, larves et adultes (120 °C) dans les recoins ou tissus d’ameublement.
Certains traitements professionnels usent désormais de la chaleur pour éradiquer les punaises en faisant monter la température de l'ensemble du logement à plus de 60 °C. Ces traitements thermiques dits par « canon à chaleur » sont très répandus aux États-Unis, mais encore assez peu en France où ils restent très couteux.
Un cas clinique dramatique et exceptionnel, a été rapporté en 2008 par des médecins légistes américains après que l'appartement d'un couple de personnes âgées a été infesté et qu'une entreprise a utilisé la diffusion de chaleur sèche pour élever la température ambiante à 60 °C pendant plusieurs heures. La femme locataire, âgée de 81 ans, est décédée d'hyperthermie après avoir récupéré son appartement, dont la climatisation était défaillante. Les légistes concluaient qu'il convient d'attendre environ vingt-quatre heures avant de rentrer dans un appartement soumis à une chaleur intense afin que la température ambiante ne soit plus dangereuse pour les personnes les plus vulnérables.

#### Substances coupantes

##### Terre de Sommières
Dans une étude de 2024, des chercheurs ont comparé les taux de mortalité des punaises de lit associés à la terre de Sommières, à l’argile verte, au talc et au bicarbonate de sodium, au dioxyde de silicium, et à différentes marques de terres de diatomées. Leur conclusion est que la terre de Sommières a une bonne efficacité sans être une source de risque pour la santé. En cas d’infestation, il est conseillé de répandre de la terre de Sommières sur les sommiers, et en parallèle de mettre en œuvre les procédés mécaniques traditionnels, dont le lavage du linge à 60 degrés,.

##### Terre de diatomée
Dessécher l'insecte avec de la terre de diatomée : une solution ancestrale consiste à répandre de la terre de diatomée autour du lit et même dans le lit (version alimentaire), ainsi que dans le reste du logement. C'est un insecticide mécanique inoffensif pour les animaux domestiques et les humains, peu coûteux à l'usage et qui se nettoie d'un simple coup d'aspirateur.
À noter qu'après quelques jours, la terre de diatomée absorbe de l'eau et de la poussière et perd son efficacité. Donc la poudre est à aspirer et à renouveler régulièrement[réf. nécessaire].
Une exposition prolongée d'une personne peut cependant exposer à un risque de pneumoconiose, comme la silicose, du fait de sa teneur en silice cristalline (variable selon les terres de diatomée utilisées). La terre de diatomée n'agit que sur les punaises adultes, il faut donc en répandre régulièrement tant qu'il reste des œufs à éclore. Son efficacité s'applique à tous les insectes, même bénéfiques, en absorbant la couche de cire qui leur permet de conserver leur hydratation corporelle, ce qui les dessèche en quelques jours. Il vaut donc mieux éviter d'en répandre à l'extérieur du logement.

##### Feuilles fraîches de haricot vert
Une méthode ancestrale récemment redécouverte consiste à disposer des feuilles fraîches de haricot vert autour de son lit. Ces végétaux sont porteurs de sortes de poils acérés (des trichomes) qui agissent comme une planche à clous pour les punaises qui s'y empalent les pattes. Comme les feuilles se fanent vite, les chercheurs essaient de mettre au point une surface comparable pour piéger ces punaises,,.

### Méthodes chimiques

#### Insecticides de synthèse
Le traitement chimique doit se faire par une société de désinfection qui procédera à des traitements espacés de 15 jours utilisant de la perméthrine ou des pyréthrinoïdes de synthèse. Les personnes doivent quitter leur logement pendant la durée de ce traitement.
Depuis la Seconde Guerre mondiale, l'utilisation massive du DDT a entrainé des résistances chez les punaises de lit (phénomène de résistance aux pesticides),. Au début du XXIe siècle, les insecticides les plus utilisés contre les punaises de lits sont les pyréthrinoïdes dont le mode d'action est similaire au DDT. En deuxième ligne viennent les carbamates, et en troisième les néonicotinoïdes.
Les punaises de lit développent un mécanisme de résistance appelé Knockdown resistance (en) ou Kdr, qui entraine des résistances croisées à tous les pyréthrinoïdes connus. Des résistances à d'autres insecticides, comme les carbamates, ont été aussi décrites. Des études ont montré que ce phénomène de Kdr repose sur des mutations de gènes codant pour des enzymes impliqués dans le métabolisme des molécules d'insecticide. Ces voies métaboliques peuvent être différentes selon les individus d'une même espèce.
De plus, les œufs ont une bonne résistance aux insecticides en étant situés dans des caches profondes difficiles à atteindre ; or une seule femelle ou quelques œufs oubliés peuvent suffire à réinfester le site. Dès lors la lutte contre les punaises n'est pas un contrôle quantitatif (comme la lutte contre les moustiques), mais bien une élimination totale des punaises du site infesté. Ce qui implique la nécessité d'intervenir au minimum deux fois, à deux ou trois semaines d'intervalle, afin d'éliminer les insectes ayant éclos entretemps.
Enfin certains insecticides (tels le DDT ou l'ivermectine, parmi de nombreux d'autres) ont des effets secondaires et écologiques problématiques. Une  étude menée par les Centres antipoison révèle 1 056 cas d'exposition aux produits de lutte contre les punaises de lit dont 12 cas d'intoxication de gravité forte (dont 5 enfants), sur la période 2007-2020.
L'ivermectine a été signalée comme pouvant être efficace contre les punaises de lit en agissant sur leur système nerveux et entraînant une paralysie musculaire provoquant l'asphyxie des invertébrés ne pouvant plus respirer.

#### Huiles essentielles
Plus d'une douzaine de produits à base d'huiles essentielles à effet répulsif contre la punaise de lit sont disponibles dans le commerce. Ils pourraient constituer une alternative intéressante aux autres substances chimiques, par une toxicité moindre, mais les études évaluant leur efficacité sont peu nombreuses,.
Expérimentalement (en condition de laboratoire), l'effet répulsif serait lié à un effet neurotoxique direct sur la punaise de lit (toxicité de contact, en aérosol, et résiduelle – liée à la l'action longue du produit appliqué). Parmi les produits testés, les principes actifs les plus efficaces seraient l'eugénol (huile essentielle de cannelle, de clou de girofle…), extrait de margosa ou huile de Neem, le géraniol (huile essentielle de geranium, de citronnelle), le carvacrol (huile essentielle d'origan), huile essentielle de cataire, huile de coco…. Leur efficacité varie selon la concentration appliquée sur le support, de même que la durée de l’action répulsive, qui diminue après quelques heures,,.
Toutefois, il n'existe que peu de données portant sur l'efficacité en pratique réelle sur le terrain, ou sur la sécurité des produits qui peuvent être irritants, voire toxique pour la peau, à l'exception de l'huile de coco très utilisée en cosmétique, mais dont le caractère poisseux ne convient pas pour dormir dans un lit,.
Les répulsifs sont utilisés soit sur la peau en prévention des piqûres, soit pour traiter ou protéger une zone ou des effets personnels. Une étude montre que les punaises de lit adaptent leur comportement en situation réelle : lorsqu'elles sont à la recherche d'un repas, elles sont plus difficiles à bloquer car elles restent très attirées par le CO2 dégagé par l'hôte, alors qu'à la recherche d'une zone de repos, elles vont un peu plus loin pour en chercher une autre,.
De fait les huiles essentielles contre les punaises de lit ne sont guère mentionnées dans les recommandations officielles. Selon, l'ANSES, l'utilisation d'huiles essentielles comme répulsifs n'est pas un moyen de lutte satisfaisant si l'on vise une élimination totale, il peut même compliquer la lutte en augmentant la surface de répartition des punaises sur un site.
Cependant, toujours selon l'ANSES, elles peuvent être utilisées comme un moyen, occasionnel et temporaire, de se protéger des piqûres lors d'un séjour, ou pour protéger ses effets personnels. Enfin, certaines substances testées (publications internationales) sont interdites en Europe (règlementation sur les biocides).

### Après une décontamination
Une fois désinsectisés, les objets doivent être préservés de la recontamination. Pour cela, les sacs plastiques transparents à fermeture étanche sont bien adaptés (sacs de congélation pour petits objets ou similaires pour des objets plus grands). Pour protéger les objets de façon efficace, il est nécessaire de faire un test de fuite de l'air au préalable, de fermer des trous éventuels avec du ruban adhésif, et évidemment de bien fermer les sacs. Un marquage des sacs : objets propres/objets infestés peut également être utile.
Les meubles infestés jetés doivent être déposés directement aux déchetteries ou au moins marqués comme infestés par punaises de lit et donc dangereux, afin de prévenir la contamination de ceux qui pourraient éventuellement les reprendre.
Il n'existe pas de méthode ou d'outil permettant d'affirmer l'efficacité d'une lutte contre les punaises. L'absence de piqûre durant au moins un mois est un indice d'efficacité. L'évaluation se fait avec les mêmes moyens que la détection. Si quelques punaises sont encore détectées, elles sont en général proches des sites principaux (lits et canapés) qui sont retraités par moyens mécaniques.

### Prévention
Elle consiste à rendre un site inhospitalier pour les punaises : siliconer ou mastiquer les plinthes et les appliques électriques, arrière des têtes de lit facilement accessibles, murs et sols lisses, ménage fréquent, draps blancs pour faciliter la détection.
En hôtel ou en gîte : examiner le lit et le matelas. De retour à son domicile : laver son linge à plus de  60°, désinsectiser ses bagages (aérosols classiques contre insectes rampants), prendre une douche.
Il faut éviter de se procurer matelas, linge et meubles d'occasion sans les examiner ou les nettoyer. Les hébergeurs devraient programmer des inspections visuelles régulières, au moins une fois par an, par un personnel formé.

## Coût économique
La charge financière imposée par la lutte contre les punaises de lit représente plusieurs milliards de USD par an pour l'économie mondiale. Elle est de l'ordre de cent millions de AUD par an en Australie.
En France, cela représente en moyenne de 230 millions € par an  (période 2017- 2022) pour les ménages français, soit 866 € par an par ménage infesté. Pour les bailleurs sociaux, une intervention sur site revient à 1 052 € en moyenne. Les conséquences sanitaires des piqûres de punaises de lit en 2019 sont de l'ordre de 83,5 millions €.

## Prise en charge des frais entre locataire et propriétaire selon le droit français
Depuis l'adoption de la loi ELAN à l'assemblée en novembre 2018, les règles en matière de prise en charge des frais de désinsectisation entre le locataire et le propriétaire ont évolué. La loi dispose que « Le bailleur est tenu de remettre au locataire un logement décent ne laissant pas apparaître de risques manifestes pouvant porter atteinte à la sécurité physique ou à la santé, exempt de toute infestation d'espèces nuisibles et parasites ».
Dans le cas d'une infestation apparaissant peu après l'installation du locataire sur les lieux ou dans le cas d'une infestation étendue à tout l'immeuble, c'est donc au propriétaire de prendre en charge le traitement pour éliminer les punaises.
L'État français accompagne les personnes touchées, par des explications, des conseils et met à disposition un numéro vert. Le ministère de la santé dédie une page à la question.

## Mentions littéraires
Dans Les Grenouilles d'Aristophane, Dionysos demande des conseils de voyage pour se rendre aux Enfers : « oui, indique-moi tout : embarcadères, boulangeries […], ruelles d'aisance, fontaines, rues, quartiers, pensions hôtelières où il y a le moins de punaises. » Dans les Nuées, du même auteur, un élève de Socrate ne peut répondre à ses questions, car il se trouve sur une paillasse infestée de punaises, sa seule méditation possible étant de savoir si les punaises laisseront subsister quelque chose de lui. Dans la comédie attique, demander un matelas sans punaise est un motif comique vu la vanité de la demande.

En 1531, Robert Estienne, dans son Thesaurus de la langue latine, donne à l'entrée Cimex (punaise) une citation d'une comédie latine, Curculio (acte IV, scène II): 98
La race des proxénètes chez les humains est comparable, à mon sens, aux mouches, moustiques, poux, puces et punaises : odieux, malfaisants, nuisibles, vous ne servez à rien.
Aux XVIIe et XVIIIe siècles, les punaises sont un problème récurrent dans tous les milieux, y compris celui des Grands. Fagon, premier médecin de Louis XIV, l'un des auteurs du Journal de santé de Louis XIV, écrit qu'en août 1709, au château de Marly, Sa Majesté a passé une mauvaise nuit à cause des punaises.

La princesse Palatine, logée au même château, signale les mêmes désagréments dans une de ses lettres : 
Je n'ai pas dormi de toute la nuit à cause de la chaleur et des maudites punaises. À propos de ces bêtes-là, la princesse de Galles m'écrit qu'on s'en plaint dans toute la ville de Londres, et la reine de Sicile écrit qu'on a trouvé son lit tout plein de punaises.
Jacques-Christophe Valmont de Bomare décrit les méthodes d'éradication en vigueur au XVIIIe siècle :

« Il est étonnant de voir la quantité de recettes que les Anciens & les Modernes nous donnent pour empêcher que ces vilains insectes ne troublent notre repos : huiles, graisses, onguents, lotions, fumigations, talismans, amulettes, ex voto &c. tout a été mis en usage ; mais les plus spécifiques sont l'huile de vitriol versée sur le sel marin, la fumée de tabac, de soufre, de mercure, de cuir brûlé, de poivre, & toutes autres drogues fortes : c'est la raison pourquoi l'on ne voit que peu ou point de cette vermine chez les Droguistes, les Apothicaires, & sur-tout chez les Corroyeurs. Aldrovande approuve fort l'usage des claies d'osier mises au chevet du lit, car les punaises s'y retirent volontiers quand elles voient le jour ; & il suffit de secouer ces nattes ou claies pour les écraser facilement. Plus ces nattes sont vieilles, & meilleures elles sont, parce que ces insectes ayant l'odorat très-fin, l'odeur de leurs semblables les y attire en foule ; les araignées les mangent quand elles en peuvent attraper. Un autre moyen pour ne pas avoir de punaises, est d'avoir soin de tenir ses appartemens & ses meubles dans une grande proprété. »

Sophie Trébuchet, la mère de Victor Hugo, qui accompagnait son mari le général Hugo alors en campagne en Espagne dans les années 1810, se bat quant à elle contre les punaises de lit :

« Quand elle arrivait, elle faisait enlever tous les meubles qui étaient dans la chambre où elle allait coucher ; elle la faisait nettoyer ; et elle faisait dresser le lit qu'elle avait apporté. Elle se réveillait couverte de punaises. À la couchée suivante, elle s'imagina de mettre les quatre pieds du lit dans des seaux d'eau. Elle se croyait entièrement à l'abri : comment les punaises auraient-elles pu arriver ? Elle se réveilla couverte de punaises. Les punaises grimpaient au plafond, et se laissaient tomber du plafond sur le lit. Elle finit par coucher dans les cours — les cours en Espagne sont presque toutes en marbre. Eh bien, dans ce marbre, elle en avait encore. Les enfants couchaient comme tout le monde dans l’intérieur. Leur lit se composait, en général, d'une couchette de bois et d'une paillasse de maïs. Les punaises fourmillaient ; mais les enfants dorment malgré tout. »

### En français
- Agence nationale de sécurité sanitaire de l’alimentation, de l’environnement et du travail, « Les punaises de lit : impacts, prévention et lutte. Avis de l’Anses Rapport d’expertise collective » [PDF], juillet 2023[105]
- Franck Collard (dir.) et Évelyne Samama (dir.), Poux, puces, punaises, la vermine de l'homme : Découverte, descriptions et traitements, Antiquité, Moyen Âge, Époque moderne, Paris, L'Harmattan, 2015, 412 p. (ISBN 978-2-343-07898-4)
- P. Delaunay et J.M. Bérenger, Les punaises de lit Cimex lectularius et Cimex hemipterus - Biologie, Lutte et Santé publique, CNEV, 2015, 2e édition éd., 24 p. (lire en ligne).
- Pascal Delaunay et Jean-Michel Bérenger, « Chapitre 22. Les cimicides (Hemiptera : Cimicidae) », dans Gérard Duvallet, Didier Fontenille ert Vincent Robert, Entomologie médicale et vétérinaire, Marseille - Versailles, IRD - QUAE, 2017, 687 p. (ISBN 978-2-7099-2376-7, lire en ligne).
- J/M Doby, « Des compagnons de toujours : puce, pou, morpion, punaise et autres parasites de notre peau, », dans L'histoire, l'art, la littérature, la chanson, le langage, les traditions populaires, t. III : Punaise des lits, moustiques, gale et son acarien, L'Hermitage, 1997, 236 p..
- S. Foret S, Étude des relations entre arthropodes et bactéries : épidémiologie moléculaire et modèles expérimentaux (thèse de pharmacie), Université de Strasbourg 1, 2005, 60 p. (lire en ligne).
- Nicolas Roux de Bézieux, Punaises de lit !, éditions Larousse, 2022 (présentation en ligne, lire en ligne).

### En anglais
- (en) Ricardo N. Araujo, Fernanda S. Costa, Nelder F. Gontijo et Teresa C. M. Gonçalves, « The feeding process of Cimex lectularius (Linnaeus 1758) and Cimex hemipterus (Fabricius 1803) on different bloodmeal sources », Journal of Insect Physiology, vol. 55, no 12,‎ décembre 2009, p. 1151–1157 (ISSN 1879-1611, PMID 19712677, DOI 10.1016/j.jinsphys.2009.08.011, lire en ligne, consulté le 28 octobre 2023)
- (en) Jerome Goddard et Richard deShazo, « Bed bugs (Cimex lectularius) and clinical consequences of their bites », JAMA, vol. 301, no 13,‎ 1er avril 2009, p. 1358–1366 (ISSN 1538-3598, PMID 19336711, DOI 10.1001/jama.2009.405, lire en ligne, consulté le 28 octobre 2023)
- (en) In-Yong Lee, Han-Il Ree, Song-Jun An et John Alderman Linton, « Reemergence of the bedbug Cimex lectularius in Seoul, Korea », The Korean Journal of Parasitology, vol. 46, no 4,‎ décembre 2008, p. 269–271 (ISSN 0023-4001, PMID 19127335, PMCID 2612614, DOI 10.3347/kjp.2008.46.4.269, lire en ligne, consulté le 28 octobre 2023)
- (en) Klaus Reinhardt et Michael T. Siva-Jothy, « Biology of the bed bugs (Cimicidae) », Annual Review of Entomology, vol. 52,‎ 2007, p. 351–374 (ISSN 0066-4170, PMID 16968204, DOI 10.1146/annurev.ento.52.040306.133913, lire en ligne, consulté le 28 octobre 2023)
- (en) Steelman et al., « Susceptibility of the Bed Bug Cimex lectularius L. (Heteroptera: Cimicidae) Collected in Poultry Production Facilities to Selected Insecticides » [PDF], sur web.archive.org, J. Agric. Urban Entomol, 2008
- (en) Kenneth Wintle et Klaus Reinhardt, « Temporary feeding inhibition caused by artificial abdominal distension in the bedbug, Cimex lectularius », Journal of Insect Physiology, vol. 54, no 7,‎ juillet 2008, p. 1200–1204 (ISSN 0022-1910, PMID 18639554, DOI 10.1016/j.jinsphys.2008.05.005, lire en ligne, consulté le 28 octobre 2023)